# Lista siturilor arheologice din județul Harghita - C
Lista siturilor arheologice din județul Harghita - C conține toate siturile arheologice din județul Harghita înscrise în Repertoriul Arheologic Național (RAN) și aflate în localități al căror nume începe cu litera C. RAN este administrat de Ministerul Culturii și Patrimoniului Național și cuprinde date științifice, cartografice, topografice, imagini și planuri, precum și orice alte informații privitoare la zonele cu potențial arheologic, studiate sau nu, încă existente sau dispărute.
Puteți căuta un sit din localitățile care încep cu litera C folosind formularul de mai jos sau puteți naviga prin toate siturile din județ la Lista siturilor arheologice din județul Harghita.
| Cod RAN                                   | Denumire | Localitate                                | Adresă                                                                  | Datare                                      | Descoperit                            | Coordonate                                      | Imagine           | Erori            |
| ----------------------------------------- | --- | ----------------------------------------- | ----------------------------------------------------------------------- | ------------------------------------------- | ------------------------------------- | ----------------------------------------------- | ----------------- | ---------------- |
| 86017.01.01 (Cod LMI: HR-I-s-B-12655)     | Fortificația medievală de la Cădaciu / ansamblu anonim (Categorie: fortificație) (Tip: Fortificație) | sat Cădaciu Mare, comuna Șimonești        |                                                                         |                                             |                                       |                                                 | Încărcați imagine | Raportați eroare |
| 85653.01.01 (Cod LMI: HR-I-m-A-12656.02)  | Situl arheologic de la Ciceu - "Cetate" / ansamblu anonim (Categorie: locuire) (Tip: Fortificație) | sat Ciceu, comuna Ciceu                   | Cetate                                                                  | geto-dacică sec. II a. Chr.-I p. Chr        |                                       | 46°23′31″N 25°42′11″E / 46.39206°N 25.70307°E   | Încărcați imagine | Raportați eroare |
| 85653.01.02 (Cod LMI: HR-I-m-A-12656.01)  | Situl arheologic de la Ciceu - "Cetate" / ansamblu Cetatea Ciceului (Categorie: locuire) (Tip: Cetate) | sat Ciceu, comuna Ciceu                   | Cetate                                                                  | sec. XII - XIII                             |                                       | 46°23′31″N 25°42′11″E / 46.39206°N 25.70307°E   | Încărcați imagine | Raportați eroare |
| 85653.01.03 (Cod LMI: HR-I-s-A-12656)     | Situl arheologic de la Ciceu - "Cetate" / ansamblu anonim (Categorie: locuire) (Tip: Așezare) | sat Ciceu, comuna Ciceu                   | Cetate                                                                  | Starčevo - Criș                             |                                       | 46°23′31″N 25°42′11″E / 46.39206°N 25.70307°E   | Încărcați imagine | Raportați eroare |
| 83990.01.01 (Cod LMI: HR-I-m-B-12657.05)  | Așezarea de la Ciucsângeorgiu - "Grădina lui Potoczky" / ansamblu anonim (Categorie: locuire civilă) (Tip: Locuire)                                                                                             | sat Ciucsângeorgiu, comuna Ciucsângeorgiu | Grădina lui Potoczky                                                    | Precucuteni                                 |                                       |                                                 | Încărcați imagine | Raportați eroare |
| 83990.01.02 (Cod LMI: HR-I-m-B-12657.04)  | Așezarea de la Ciucsângeorgiu - "Grădina lui Potoczky" / ansamblu anonim (Categorie: locuire civilă) (Tip: Locuire)                                                                                             | sat Ciucsângeorgiu, comuna Ciucsângeorgiu | Grădina lui Potoczky                                                    | Cucuteni - Ariușd                           |                                       |                                                 | Încărcați imagine | Raportați eroare |
| 83990.01.03 (Cod LMI: HR-I-m-B-12657.03)  | Așezarea de la Ciucsângeorgiu - "Grădina lui Potoczky" / ansamblu anonim (Categorie: locuire civilă) (Tip: Locuire)                                                                                             | sat Ciucsângeorgiu, comuna Ciucsângeorgiu | Grădina lui Potoczky                                                    | Wietenberg                                  |                                       |                                                 | Încărcați imagine | Raportați eroare |
| 83990.01.04 (Cod LMI: HR-I-m-B-12657.02)  | Așezarea de la Ciucsângeorgiu - "Grădina lui Potoczky" / ansamblu anonim (Categorie: locuire civilă) (Tip: Locuire)                                                                                             | sat Ciucsângeorgiu, comuna Ciucsângeorgiu | Grădina lui Potoczky                                                    | geto-dacică sec. I a. Chr. - I p. Chr.      |                                       |                                                 | Încărcați imagine | Raportați eroare |
| 83990.01.05 (Cod LMI: HR-I-m-B-12657.01)  | Așezarea de la Ciucsângeorgiu - "Grădina lui Potoczky" / ansamblu anonim (Categorie: locuire civilă) (Tip: Locuire)                                                                                             | sat Ciucsângeorgiu, comuna Ciucsângeorgiu | Grădina lui Potoczky                                                    |                                             |                                       |                                                 | Încărcați imagine | Raportați eroare |
| 83990.01.06 (Cod LMI: HR-I-s-B-12657)     | Așezarea de la Ciucsângeorgiu - "Grădina lui Potoczky" / ansamblu anonim (Categorie: locuire civilă) (Tip: Așezare)                                                                                             | sat Ciucsângeorgiu, comuna Ciucsângeorgiu | Grădina lui Potoczky                                                    | ceramicii liniare                           |                                       |                                                 | Încărcați imagine | Raportați eroare |
| 84184.01.01 (Cod LMI: HR-I-m-B-12658.02)  | Cetatea Firtoș de la Corund - Cetatea lui Tartód / ansamblu Cetatea Firtoș (Categorie: locuire civilă) (Tip: Fortificație)                                                                                      | sat Corund, comuna Corund                 | Cetatea lui Tartód                                                      | sf. sec. XII                                |                                       |                                                 | Încărcați imagine | Raportați eroare |
| 84184.01.02 (Cod LMI: HR-I-m-B-12658.03)  | Cetatea Firtoș de la Corund - Cetatea lui Tartód / ansamblu anonim (Categorie: locuire civilă) (Tip: Turn) | sat Corund, comuna Corund                 | Cetatea lui Tartód                                                      | sec. XIII                                   |                                       |                                                 | Încărcați imagine | Raportați eroare |
| 84184.01.03 (Cod LMI: HR-I-m-B-12658.01)  | Cetatea Firtoș de la Corund - Cetatea lui Tartód / ansamblu anonim (Categorie: locuire civilă) (Tip: Capelă) | sat Corund, comuna Corund                 | Cetatea lui Tartód                                                      |                                             |                                       |                                                 | Încărcați imagine | Raportați eroare |
| 85813.01.01 (Cod LMI: HR-I-m-B-12659.02)  | Așezarea de la Cozmeni - "Köházkert" / ansamblu anonim (Categorie: locuire civilă) (Tip: Așezare) | sat Cozmeni, comuna Cozmeni               | Köházkert                                                               | geto-dacică sec. I a. Chr. - I p. Chr.      |                                       |                                                 | Încărcați imagine | Raportați eroare |
| 85813.01.02 (Cod LMI: HR-I-m-B-12659.01)  | Așezarea de la Cozmeni - "Köházkert" / ansamblu anonim (Categorie: locuire civilă) (Tip: Așezare) | sat Cozmeni, comuna Cozmeni               | Köházkert                                                               |                                             |                                       |                                                 | Încărcați imagine | Raportați eroare |
| 85261.01 (Cod LMI: HR-I-s-B-12660)        | Așezarea de la Crăciunel - "Bélmezö" (Categorie: locuire civilă) (Tip: așezare) | sat Crăciunel, comuna Ocland              | Bélmezö                                                                 | sec. II - III                               |                                       |                                                 | Încărcați imagine | Raportați eroare |
| 85261.01.01 (Cod LMI: HR-I-m-B-12660.02)  | Așezarea de la Crăciunel - "Bélmezö" / ansamblu anonim (Categorie: locuire civilă) (Tip: Așezare) | sat Crăciunel, comuna Ocland              | Bélmezö                                                                 |                                             |                                       |                                                 | Încărcați imagine | Raportați eroare |
| 85261.01.02 (Cod LMI: HR-I-m-B-12660.01)  | Așezarea de la Crăciunel - "Bélmezö" / ansamblu anonim (Categorie: locuire civilă) (Tip: Așezare) | sat Crăciunel, comuna Ocland              | Bélmezö                                                                 | sec. II - III                               |                                       |                                                 | Încărcați imagine | Raportați eroare |
| 83534.01.01 (Cod LMI: HR-I-m-B-12661.02)  | Situl arheologic Cristuru Secuiesc - Felső-lok / ansamblu Urme de locuire din perioada romană (Categorie: locuire civilă) (Tip: Descoperire)                                                                    | oraș Cristuru Secuiesc                    | Felső-lok                                                               | sec. II - III                               | Z. Szekely, I. Molnar, I. Ughy        | 46°18′01″N 25°01′42″E / 46.30028°N 25.02833°E   | Încărcați imagine | Raportați eroare |
| 83534.01.02 (Cod LMI: HR-I-m-B-12661.01)  | Situl arheologic Cristuru Secuiesc - Felső-lok / ansamblu Locuințe din perioada migrațiilor (Categorie: locuire civilă) (Tip: Așezare)                                                                          | oraș Cristuru Secuiesc                    | Felső-lok                                                               | sec. III - V                                | Z. Szekely, I. Molnar, I. Ughy        | 46°18′01″N 25°01′42″E / 46.30028°N 25.02833°E   | Încărcați imagine | Raportați eroare |
| 83534.02.02 (Cod LMI: HR-I-m-B-12662.04)  | Situl arheologic Cristuru Secuiesc - "Poala Bradului" / ansamblu anonim (Categorie: locuire) (Tip: Așezare) | oraș Cristuru Secuiesc                    | Poala Bradului                                                          | Ariușd-Cucuteni, Bodrogkeresztur            | I. Molnar 1964                        | 46°16′29″N 25°02′23″E / 46.27472°N 25.03972°E   | Încărcați imagine | Raportați eroare |
| 83534.02.04 (Cod LMI: HR-I-m-B-12662.02)  | Situl arheologic Cristuru Secuiesc - "Poala Bradului" / ansamblu Așezare dacică (Categorie: locuire) (Tip: Locuire)                                                                                             | oraș Cristuru Secuiesc                    | Poala Bradului                                                          | geto-dacică                                 | I. Molnar 1964                        | 46°16′29″N 25°02′23″E / 46.27472°N 25.03972°E   | Încărcați imagine | Raportați eroare |
| 83534.02.05 (Cod LMI: HR-I-m-B-12662.01)  | Situl arheologic Cristuru Secuiesc - "Poala Bradului" / ansamblu Așezare din epoca migrațiilor (Categorie: locuire) (Tip: Așezare)                                                                              | oraș Cristuru Secuiesc                    | Poala Bradului                                                          | sec. VII - VIII                             | I. Molnar 1964                        | 46°16′29″N 25°02′23″E / 46.27472°N 25.03972°E   | Încărcați imagine | Raportați eroare |
| 83534.02.01 (Cod LMI: HR-I-m-B-12662.05)  | Situl arheologic Cristuru Secuiesc - "Poala Bradului" / ansamblu Așezare neolitică (Categorie: locuire) (Tip: Locuire)                                                                                          | oraș Cristuru Secuiesc                    | Poala Bradului                                                          | Vinča                                       | I. Molnar 1964                        | 46°16′29″N 25°02′23″E / 46.27472°N 25.03972°E   | Încărcați imagine | Raportați eroare |
| 83534.02.03 (Cod LMI: HR-I-m-B-12662.03)  | Situl arheologic Cristuru Secuiesc - "Poala Bradului" / ansamblu Urme de locuire (Categorie: locuire) (Tip: Locuire)                                                                                            | oraș Cristuru Secuiesc                    | Poala Bradului                                                          |                                             | I. Molnar 1964                        | 46°16′29″N 25°02′23″E / 46.27472°N 25.03972°E   | Încărcați imagine | Raportați eroare |
| 85797.01.01 (Cod LMI: HR-I-s-B-12709)     | Așezarea Wietenberg de la Sânmartin - "Ciucani" / ansamblu anonim (Categorie: locuire civilă) (Tip: Așezare) | sat Ciucani, comuna Sânmartin             | Ciucani                                                                 | Wietenberg                                  |                                       | 46°15′18″N 25°57′27″E / 46.25489°N 25.95745°E   | Încărcați imagine | Raportați eroare |
| 85797.01.02 (Cod LMI: HR-I-s-B-12709)     | Așezarea Wietenberg de la Sânmartin - "Ciucani" / ansamblu anonim (Categorie: locuire civilă) (Tip: Așezare) | sat Ciucani, comuna Sânmartin             | Ciucani                                                                 |                                             |                                       | 46°15′18″N 25°57′27″E / 46.25489°N 25.95745°E   | Încărcați imagine | Raportați eroare |
| 85797.01.03 (Cod LMI: HR-I-s-B-12709)     | Așezarea Wietenberg de la Sânmartin - "Ciucani" / ansamblu anonim (Categorie: locuire civilă) (Tip: Așezare) | sat Ciucani, comuna Sânmartin             | Ciucani                                                                 | geto-dacică sec. II a. Chr-I p. Chr.        |                                       | 46°15′18″N 25°57′27″E / 46.25489°N 25.95745°E   | Încărcați imagine | Raportați eroare |
| 83801.01.01                               | Așezarea din epoca bronzului de la Crișeni - "Grădina lui Mate" / ansamblu anonim (Categorie: locuire civilă) (Tip: Așezare)                                                                                    | sat Crișeni, comuna Atid                  | nr.90-94, punct Grădina lui Mate                                        |                                             |                                       | 46°25′01″N 24°58′02″E / 46.4169°N 24.96734°E    | Încărcați imagine | Raportați eroare |
| 83801.01.02                               | Așezarea din epoca bronzului de la Crișeni - "Grădina lui Mate" / ansamblu anonim (Categorie: locuire civilă) (Tip: Așezare)                                                                                    | sat Crișeni, comuna Atid                  | nr.90-94, punct Grădina lui Mate                                        |                                             |                                       | 46°25′01″N 24°58′02″E / 46.4169°N 24.96734°E    | Încărcați imagine | Raportați eroare |
| 83801.02.01                               | Așezarea din epoca bronzului de la Crișeni - "Valea de Jos" / ansamblu anonim (Categorie: locuire civilă) (Tip: Așezare)                                                                                        | sat Crișeni, comuna Atid                  | nr. 85, punct Valea de Jos                                              |                                             |                                       | 46°25′06″N 24°58′08″E / 46.4183°N 24.96888°E    | Încărcați imagine | Raportați eroare |
| 83801.02.02                               | Așezarea din epoca bronzului de la Crișeni - "Valea de Jos" / ansamblu anonim (Categorie: locuire civilă) (Tip: Așezare)                                                                                        | sat Crișeni, comuna Atid                  | nr. 85, punct Valea de Jos                                              |                                             |                                       | 46°25′06″N 24°58′08″E / 46.4183°N 24.96888°E    | Încărcați imagine | Raportați eroare |
| 83801.03.01                               | Așezarea medievală de la Crișeni - Vatra satului Nr.48 / ansamblu anonim (Categorie: locuire civilă) (Tip: Așezare)                                                                                             | sat Crișeni, comuna Atid                  | Nr.48, punct Vatra satului Nr.48                                        | sec. VIII-IX                                |                                       | 46°25′04″N 24°58′25″E / 46.41774°N 24.97355°E   | Încărcați imagine | Raportați eroare |
| 83801.03.02                               | Așezarea medievală de la Crișeni - Vatra satului Nr.48 / ansamblu anonim (Categorie: locuire civilă) (Tip: Așezare)                                                                                             | sat Crișeni, comuna Atid                  | Nr.48, punct Vatra satului Nr.48                                        | sec. XVI-XVII                               |                                       | 46°25′04″N 24°58′25″E / 46.41774°N 24.97355°E   | Încărcați imagine | Raportați eroare |
| 83801.04.01                               | Așezarea din epoca bronzului de la Crișeni - Vatra Satului Nr.187 / ansamblu anonim (Categorie: locuire civilă) (Tip: Așezare)                                                                                  | sat Crișeni, comuna Atid                  | Nr.187, punct Vatra Satului Nr.187                                      |                                             |                                       | 46°24′59″N 24°58′08″E / 46.41639°N 24.96877°E   | Încărcați imagine | Raportați eroare |
| 83801.04.02                               | Așezarea din epoca bronzului de la Crișeni - Vatra Satului Nr.187 / ansamblu anonim (Categorie: locuire civilă) (Tip: Așezare)                                                                                  | sat Crișeni, comuna Atid                  | Nr.187, punct Vatra Satului Nr.187                                      | sec. XVI-XVII                               |                                       | 46°24′59″N 24°58′08″E / 46.41639°N 24.96877°E   | Încărcați imagine | Raportați eroare |
| 83801.05.01                               | Așezarea Wietenberg de la Crișeni - "Valea pârâului Sărat" / ansamblu anonim (Categorie: locuire civilă) (Tip: Așezare)                                                                                         | sat Crișeni, comuna Atid                  | Valea pârâului Sărat                                                    | Wietenberg                                  |                                       | 46°24′58″N 24°56′53″E / 46.41612°N 24.94802°E   | Încărcați imagine | Raportați eroare |
| 83801.06.01                               | Așezarea geto-dacică de la Crișeni - "Szilas-áj" / ansamblu anonim (Categorie: locuire civilă) (Tip: Așezare)                                                                                                   | sat Crișeni, comuna Atid                  | Szilas-áj                                                               | geto-dacică sec. III-II î.Chr.              |                                       |                                                 | Încărcați imagine | Raportați eroare |
| 83810.01                                  | Căruciorul votiv din bronz de la Cușmed (Categorie: descoperire izolată) (Tip: obiect izolat) | sat Cușmed, comuna Atid                   |                                                                         |                                             |                                       |                                                 | Încărcați imagine | Raportați eroare |
| 83810.02.01                               | Așezarea geto-dacică de la Cușmed - "Hotarul Monahului" / ansamblu anonim (Categorie: locuire civilă) (Tip: Așezare)                                                                                            | sat Cușmed, comuna Atid                   | Hotarul Monahului                                                       | geto-dacică sec. II î.Chr. - I d.Chr.       |                                       | 46°28′47″N 25°02′26″E / 46.47969°N 25.04067°E   | Încărcați imagine | Raportați eroare |
| 83810.03.01                               | Turnul roman de piatră de la Cușmed - "Piatra Cușmedului" / ansamblu anonim (Categorie: fortificație) (Tip: Turn de piatră)                                                                                     | sat Cușmed, comuna Atid                   | Piatra Cușmedului                                                       |                                             |                                       |                                                 | Încărcați imagine | Raportați eroare |
| 83874.01.01                               | Situl arheologic de la Avrămești - "Crescătoria de porci" / ansamblu anonim (Categorie: locuire civilă) (Tip: Așezare)                                                                                          | sat Cechești, comuna Avrămești            | Crescătoria de porci                                                    | geto-dacică sec. I î.Chr - I d.Chr.         | 1977                                  | 46°18′39″N 25°01′33″E / 46.31075°N 25.02579°E   | Încărcați imagine | Raportați eroare |
| 83874.02.01                               | Așezarea medievală de la Cechești - "Lok" / ansamblu anonim (Categorie: locuire civilă) (Tip: Așezare) | sat Cechești, comuna Avrămești            | Lok                                                                     | sec. XV-XVI                                 |                                       | 46°18′24″N 25°01′33″E / 46.30677°N 25.02579°E   | Încărcați imagine | Raportați eroare |
| 83874.03.01                               | Așezarea medievală de la Cechești - "Strada Bisericii" / ansamblu anonim (Categorie: locuire civilă) (Tip: Așezare)                                                                                             | sat Cechești, comuna Avrămești            | Strada Bisericii nr.73, punct Strada Bisericii                          | sec. XIV                                    | 1986                                  |                                                 | Încărcați imagine | Raportați eroare |
| 83874.04.01                               | Așezarea medievală de la Cechești - "Tanorok" / ansamblu anonim (Categorie: locuire civilă) (Tip: Așezare) | sat Cechești, comuna Avrămești            | Tanorok                                                                 | XIII-XIV                                    | Demeter István                        |                                                 | Încărcați imagine | Raportați eroare |
| 83874.05.01                               | Așezarea din sec.IV de la Cechești - "Telek-Lot" / ansamblu anonim (Categorie: locuire civilă) (Tip: Așezare)                                                                                                   | sat Cechești, comuna Avrămești            | Telek-Lot                                                               | sec. IV                                     | Benkö Elek 1987                       | 46°19′01″N 25°01′06″E / 46.31689°N 25.01839°E   | Încărcați imagine | Raportați eroare |
| 83874.06.01                               | Așezarea medievală timpurie de la Cechești - "Râtul Preotului" / ansamblu anonim (Categorie: locuire civilă) (Tip: Așezare)                                                                                     | sat Cechești, comuna Avrămești            | Râtul Preotului                                                         |                                             |                                       | 46°19′04″N 25°01′10″E / 46.31779°N 25.01948°E   | Încărcați imagine | Raportați eroare |
| 83874.06.02                               | Așezarea medievală timpurie de la Cechești - "Râtul Preotului" / ansamblu anonim (Categorie: locuire civilă) (Tip: Așezare)                                                                                     | sat Cechești, comuna Avrămești            | Râtul Preotului                                                         | sec.IV                                      |                                       | 46°19′04″N 25°01′10″E / 46.31779°N 25.01948°E   | Încărcați imagine | Raportați eroare |
| 83874.06.03                               | Așezarea medievală timpurie de la Cechești - "Râtul Preotului" / ansamblu anonim (Categorie: locuire civilă) (Tip: Așezare)                                                                                     | sat Cechești, comuna Avrămești            | Râtul Preotului                                                         | sec.VIII-X                                  |                                       | 46°19′04″N 25°01′10″E / 46.31779°N 25.01948°E   | Încărcați imagine | Raportați eroare |
| 83874.06.04                               | Așezarea medievală timpurie de la Cechești - "Râtul Preotului" / ansamblu anonim (Categorie: locuire civilă) (Tip: Așezare)                                                                                     | sat Cechești, comuna Avrămești            | Râtul Preotului                                                         | sec. XII-XIV                                |                                       | 46°19′04″N 25°01′10″E / 46.31779°N 25.01948°E   | Încărcați imagine | Raportați eroare |
| 83874.07.01                               | Așezarea din epoca bronzului de la Cechești - "Petö-szöge" / ansamblu anonim (Categorie: locuire civilă) (Tip: Așezare)                                                                                         | sat Cechești, comuna Avrămești            | Petö-szöge                                                              |                                             |                                       | 46°19′09″N 25°01′16″E / 46.31926°N 25.02116°E   | Încărcați imagine | Raportați eroare |
| 83874.07.02                               | Așezarea din epoca bronzului de la Cechești - "Petö-szöge" / ansamblu anonim (Categorie: locuire civilă) (Tip: Așezare)                                                                                         | sat Cechești, comuna Avrămești            | Petö-szöge                                                              | sec. IV                                     |                                       | 46°19′09″N 25°01′16″E / 46.31926°N 25.02116°E   | Încărcați imagine | Raportați eroare |
| 83874.08.01                               | Așezarea Wietenberg de la Cechești - "Dosul Viei" / ansamblu anonim (Categorie: locuire civilă) (Tip: Așezare)                                                                                                  | sat Cechești, comuna Avrămești            | Dosul Viei                                                              | Wietenberg                                  | Benkö Elek 1987                       |                                                 | Încărcați imagine | Raportați eroare |
| 83874.08.02                               | Așezarea Wietenberg de la Cechești - "Dosul Viei" / ansamblu anonim (Categorie: locuire civilă) (Tip: Așezare)                                                                                                  | sat Cechești, comuna Avrămești            | Dosul Viei                                                              | sec. IV                                     | Benkö Elek 1987                       |                                                 | Încărcați imagine | Raportați eroare |
| 84111.01.01                               | Depozitul de bronzuri și așezarea neolitică de la Cârța - "Biserică" / ansamblu anonim (Categorie: depozit/tezaur) (Tip: Depozit)                                                                               | sat Cârța, comuna Cârța                   | Biserică                                                                |                                             |                                       |                                                 | Încărcați imagine | Raportați eroare |
| 84111.01.02                               | Depozitul de bronzuri și așezarea neolitică de la Cârța - "Biserică" / ansamblu anonim (Categorie: depozit/tezaur) (Tip: Așezare)                                                                               | sat Cârța, comuna Cârța                   | Biserică                                                                |                                             |                                       |                                                 | Încărcați imagine | Raportați eroare |
| 84111.02.01                               | Așezarea geto-dacică de la Cârța - "Fântâna lui Blassiu" / ansamblu anonim (Categorie: locuire civilă) (Tip: Locuire)                                                                                           | sat Cârța, comuna Cârța                   | Fântâna lui Blassiu                                                     |                                             |                                       | 46°32′05″N 25°45′29″E / 46.53471°N 25.75797°E   | Încărcați imagine | Raportați eroare |
| 83990.02.01                               | Așezarea geto-dacică de la Sângeorgiu - "Fagul Dulce" / ansamblu anonim (Categorie: locuire civilă) (Tip: Locuire)                                                                                              | sat Ciucsângeorgiu, comuna Ciucsângeorgiu | Fagul Dulce                                                             | sec I a. Chr - I p. Chr.                    |                                       |                                                 | Încărcați imagine | Raportați eroare |
| 83990.03.01                               | Așezarea Cucuteni-Ariușd de la Ciucsângeorgiu - Centrul Satului / ansamblu anonim (Categorie: locuire civilă) (Tip: Așezare)                                                                                    | sat Ciucsângeorgiu, comuna Ciucsângeorgiu | Centrul satului                                                         | Cucuteni - Ariușd                           |                                       | 46°19′15″N 25°57′21″E / 46.32095°N 25.95594°E   | Încărcați imagine | Raportați eroare |
| 83990.04.01                               | Necropola hallstattiană de la Ciucsângeorgiu - "Biserică" / ansamblu anonim (Categorie: descoperire funerară) (Tip: Necropolă de incinerație)                                                                   | sat Ciucsângeorgiu, comuna Ciucsângeorgiu | Biserică                                                                |                                             |                                       | 46°18′19″N 25°57′23″E / 46.30539°N 25.95627°E   | Încărcați imagine | Raportați eroare |
| 83990.05.01                               | Situl preistoric de la Ciucsângeorgiu - "Locul Preotului" / ansamblu anonim (Categorie: locuire) (Tip: sit) | sat Ciucsângeorgiu, comuna Ciucsângeorgiu | Locul Preotului                                                         |                                             |                                       |                                                 | Încărcați imagine | Raportați eroare |
| 83990.06.01                               | Așezarea geto-dacică de la Ciucsângeorgiu - "Grajdurile CAP" / ansamblu anonim (Categorie: locuire civilă) (Tip: Așezare)                                                                                       | sat Ciucsângeorgiu, comuna Ciucsângeorgiu | Grajdurile CAP                                                          | geto-dacică sec. I î.Chr. - I d.Chr.        |                                       | 46°18′48″N 25°57′03″E / 46.31321°N 25.95095°E   | Încărcați imagine | Raportați eroare |
| 83990.07.01                               | Situl roman de la Ciucsângeorgiu - "Uriaș" / ansamblu anonim (Categorie: locuire) (Tip: Așezare) | sat Ciucsângeorgiu, comuna Ciucsângeorgiu | Uriaș                                                                   |                                             |                                       |                                                 | Încărcați imagine | Raportați eroare |
| 84184.02                                  | Verigile de aur de la Corund - "Firtuș" (Categorie: descoperire izolată) (Tip: obiect izolat) | sat Corund, comuna Corund                 | Firtuș                                                                  |                                             |                                       |                                                 | Încărcați imagine | Raportați eroare |
| 84184.03.01                               | Tezaurul monetar roman de la Corund / ansamblu anonim (Categorie: depozit/tezaur) (Tip: tezaur) | sat Corund, comuna Corund                 |                                                                         |                                             |                                       |                                                 | Încărcați imagine | Raportați eroare |
| 84184.04.01                               | Cărămidă romană ștampilată de la Corund - "Cariera de aragonit" / ansamblu anonim (Categorie: descoperire izolată) (Tip: Locuire)                                                                               | sat Corund, comuna Corund                 | Cariera de aragonit                                                     |                                             |                                       |                                                 | Încărcați imagine | Raportați eroare |
| 84184.05.01                               | Turnul roman de la Corund - "Râtul Cadaci" / ansamblu anonim (Categorie: fortificație) (Tip: Turn) | sat Corund, comuna Corund                 | Râtul Cadaci                                                            |                                             | 1983                                  | 46°27′55″N 25°08′35″E / 46.46537°N 25.14303°E   | Încărcați imagine | Raportați eroare |
| 84184.06.01                               | Fortificația de pământ de la Corund - "Valea cea Mare" / ansamblu anonim (Categorie: fortificație) (Tip: Fortificație de pământ)                                                                                | sat Corund, comuna Corund                 | Valea cea Mare                                                          |                                             |                                       |                                                 | Încărcați imagine | Raportați eroare |
| 84184.07                                  | Tiparele avare de la Corund - "Partea lui Potoș" (Categorie: descoperire izolată) (Tip: obiect izolat) | sat Corund, comuna Corund                 | Partea lui Potoș                                                        | sec.VIII                                    |                                       |                                                 | Încărcați imagine | Raportați eroare |
| 84184.08.01                               | Depozitul de bronzuri de la Corund / ansamblu anonim (Categorie: depozit/tezaur) (Tip: Depozit) | sat Corund, comuna Corund                 |                                                                         |                                             |                                       |                                                 | Încărcați imagine | Raportați eroare |
| 84184.09.01                               | Situl din epoca bronzului de la Corund - "Lapos-Plat" / ansamblu anonim (Categorie: locuire) (Tip: Locuire) | sat Corund, comuna Corund                 | Lapos-Plat                                                              |                                             |                                       |                                                 | Încărcați imagine | Raportați eroare |
| 84184.10.01                               | Așezarea medievală timpurie de la Corund - "Râtul Cadacului" / ansamblu anonim (Categorie: locuire civilă) (Tip: Așezare)                                                                                       | sat Corund, comuna Corund                 | Râtul Cadacului                                                         | sec. X                                      |                                       | 46°27′59″N 25°08′26″E / 46.46646°N 25.1406°E    | Încărcați imagine | Raportați eroare |
| 83534.04.01                               | Așezarea neolitică de la Cristuru Secuiesc - "Cetatea Porumbarului" / ansamblu Fragmente ceramice (Categorie: locuire) (Tip: Așezare)                                                                           | oraș Cristuru Secuiesc                    | Cetatea Porumbarului                                                    |                                             |                                       |                                                 | Încărcați imagine | Raportați eroare |
| 83534.05.01                               | Mormântul celtic cu car de la Cristuru Secuiesc / ansamblu Mormânt celtic de incinerație (Categorie: descoperire funerară) (Tip: Mormânt de incinerație)                                                        | oraș Cristuru Secuiesc                    |                                                                         | Celtică sec. III î.CHr.                     | 1902                                  |                                                 | Încărcați imagine | Raportați eroare |
| 83534.06.01 (Cod LMI: HR-II-m-A-12805)    | Situl arheologic Cristuru Secuiesc - Biserica Romano-Catolică "Sf. Cruce" / ansamblu Biserica romano-catolică (Categorie: structură de cult/religioasă) (Tip: Biserică)                                         | oraș Cristuru Secuiesc                    | Str. Libertății nr. 60 - 61, punct Biserica Romano-Catolică "Sf. Cruce" | sec. XIV                                    |                                       | 46°17′26″N 25°02′20″E / 46.29055°N 25.03889°E   | Încărcați imagine | Raportați eroare |
| 83534.06.02 (Cod LMI: HR-II-m-A-12805)    | Situl arheologic Cristuru Secuiesc - Biserica Romano-Catolică "Sf. Cruce" / ansamblu Biserica Romano-Catolică "Sf. Cruce" (Categorie: structură de cult/religioasă)                                             | oraș Cristuru Secuiesc                    | Str. Libertății nr. 60 - 61, punct Biserica Romano-Catolică "Sf. Cruce" | secolul XIV                                 |                                       | 46°17′26″N 25°02′20″E / 46.29055°N 25.03889°E   | Încărcați imagine | Raportați eroare |
| 83534.06.03 (Cod LMI: HR-II-m-A-12805)    | Situl arheologic Cristuru Secuiesc - Biserica Romano-Catolică "Sf. Cruce" / ansamblu Biserica Romano-Catolică "Sf. Cruce" (Categorie: structură de cult/religioasă) (Tip: Biserică)                             | oraș Cristuru Secuiesc                    | Str. Libertății nr. 60 - 61, punct Biserica Romano-Catolică "Sf. Cruce" | sec XV                                      |                                       | 46°17′26″N 25°02′20″E / 46.29055°N 25.03889°E   | Încărcați imagine | Raportați eroare |
| 83534.06.04 (Cod LMI: HR-II-m-A-12805)    | Situl arheologic Cristuru Secuiesc - Biserica Romano-Catolică "Sf. Cruce" / ansamblu Cimitirul de la Biserica Romano-Catolică "Sf. Cruce" (Categorie: structură de cult/religioasă) (Tip: Cimitir de înhumație) | oraș Cristuru Secuiesc                    | Str. Libertății nr. 60 - 61, punct Biserica Romano-Catolică "Sf. Cruce" | sec. XIII - XVIII                           |                                       | 46°17′26″N 25°02′20″E / 46.29055°N 25.03889°E   | Încărcați imagine | Raportați eroare |
| 83534.07.01                               | Situl arheologic de la Cristuru Secuiesc - Conacul Gyárfas / ansamblu Urme de locuire (Categorie: locuire) (Tip: Locuire)                                                                                       | oraș Cristuru Secuiesc                    | Str. Petőfi Sándor nr.34, punct Conacul Gyárfas                         | sec. II-III                                 | 1976                                  | 46°17′19″N 25°01′39″E / 46.28861°N 25.0275°E    | Încărcați imagine | Raportați eroare |
| 83534.08.01                               | Situl arheologic de la Cristuru Secuiesc - Cristur - "Liceul Industrial" / ansamblu anonim (Categorie: locuire) (Tip: Mormânt)                                                                                  | oraș Cristuru Secuiesc                    | Strada Orban Balasz nr.1, punct Liceul Industrial                       | sec. XVII                                   | 1973                                  | 46°17′02″N 25°01′48″E / 46.28389°N 25.03°E      | Încărcați imagine | Raportați eroare |
| 83534.08                                  | Situl arheologic de la Cristuru Secuiesc - Cristur - "Liceul Industrial" / ansamblu Urme de locuire medievală (Categorie: locuire) (Tip: Locuire)                                                               | oraș Cristuru Secuiesc                    | Strada Orban Balasz nr.1, punct Liceul Industrial                       | Sec XIII                                    | 1973                                  | 46°17′02″N 25°01′48″E / 46.28389°N 25.03°E      | Încărcați imagine | Raportați eroare |
| 83534.09.01                               | Satul medieval Timafalva de la Cristuru Secuiesc / ansamblu Fragmente ceramice (Categorie: locuire civilă) (Tip: Așezare)                                                                                       | oraș Cristuru Secuiesc                    | Str. Fabricii de in, punct Timafalva                                    | sec. XIII-XVI                               | 1984                                  | 46°17′26″N 25°02′48″E / 46.29055°N 25.04667°E   | Încărcați imagine | Raportați eroare |
| 83534.10.01                               | Situl arheologic preistoric de la Cristuru Secuiesc -Timafalva - "Szarkaszó" / ansamblu Fragmente ceramice (Categorie: locuire) (Tip: Locuire)                                                                  | oraș Cristuru Secuiesc                    | Szarkaszó                                                               |                                             | Benko Elek 1986                       | 46°17′47″N 25°00′56″E / 46.29639°N 25.01556°E   | Încărcați imagine | Raportați eroare |
| 83534.11.02                               | Situl arheologic de la Cristuru Secuiesc - "Cimitirul Silaș" / ansamblu anonim (Categorie: locuire) (Tip: Așezare)                                                                                              | oraș Cristuru Secuiesc                    | Cimitirul Silaș                                                         | Coțofeni                                    | A. Szekely și I. Ughy 1977            | 46°17′48″N 25°01′09″E / 46.29667°N 25.01917°E   | Încărcați imagine | Raportați eroare |
| 83534.11.03                               | Situl arheologic de la Cristuru Secuiesc - "Cimitirul Silaș" / ansamblu anonim (Categorie: locuire) (Tip: Așezare)                                                                                              | oraș Cristuru Secuiesc                    | Cimitirul Silaș                                                         | dacică Sec. III - II î.Hr.                  | A. Szekely și I. Ughy 1977            | 46°17′48″N 25°01′09″E / 46.29667°N 25.01917°E   | Încărcați imagine | Raportați eroare |
| 83534.11.01                               | Situl arheologic de la Cristuru Secuiesc - "Cimitirul Silaș" / ansamblu Fragmente ceramice (Categorie: locuire) (Tip: Așezare)                                                                                  | oraș Cristuru Secuiesc                    | Cimitirul Silaș                                                         |                                             | A. Szekely și I. Ughy 1977            | 46°17′48″N 25°01′09″E / 46.29667°N 25.01917°E   | Încărcați imagine | Raportați eroare |
| 83534.12.01                               | Așezarea geto-dacică de la Cristuru Secuiesc - "Hosszuaszó" - Fântână / ansamblu Fragmente ceramice (Categorie: locuire civilă) (Tip: Locuire)                                                                  | oraș Cristuru Secuiesc                    | Fântână                                                                 | Coțofeni sec. I î.Chr - I d.Chr.            | Benko Elek 1979                       | 46°18′19″N 25°00′12″E / 46.30528°N 25.00333°E   | Încărcați imagine | Raportați eroare |
| 83534.13.02                               | Situl arheologic de la Cristuru Secuiesc - Șipot / ansamblu Urme de locuire (Categorie: locuire civilă) (Tip: Așezare)                                                                                          | oraș Cristuru Secuiesc                    | Șipot                                                                   | Wietenberg                                  | I. Molnar                             | 46°18′20″N 24°59′25″E / 46.30556°N 24.99028°E   | Încărcați imagine | Raportați eroare |
| 83534.13.03                               | Situl arheologic de la Cristuru Secuiesc - Șipot / ansamblu Omoplat crestat (Categorie: locuire civilă) (Tip: Așezare)                                                                                          | oraș Cristuru Secuiesc                    | Șipot                                                                   | Noua                                        | I. Molnar                             | 46°18′20″N 24°59′25″E / 46.30556°N 24.99028°E   | Încărcați imagine | Raportați eroare |
| 83534.13.04                               | Situl arheologic de la Cristuru Secuiesc - Șipot / ansamblu Fragmente ceramice (Categorie: locuire civilă) (Tip: Așezare)                                                                                       | oraș Cristuru Secuiesc                    | Șipot                                                                   | geto-dacică sec. I î.Chr. - I d.Chr.        | I. Molnar                             | 46°18′20″N 24°59′25″E / 46.30556°N 24.99028°E   | Încărcați imagine | Raportați eroare |
| 83534.13.05                               | Situl arheologic de la Cristuru Secuiesc - Șipot / ansamblu Fragmente ceramice (Categorie: locuire civilă) (Tip: Așezare)                                                                                       | oraș Cristuru Secuiesc                    | Șipot                                                                   |                                             | I. Molnar                             | 46°18′20″N 24°59′25″E / 46.30556°N 24.99028°E   | Încărcați imagine | Raportați eroare |
| 83534.13.01                               | Situl arheologic de la Cristuru Secuiesc - Șipot / ansamblu anonim (Categorie: locuire civilă) (Tip: Așezare)                                                                                                   | oraș Cristuru Secuiesc                    | Șipot                                                                   |                                             | I. Molnar                             | 46°18′20″N 24°59′25″E / 46.30556°N 24.99028°E   | Încărcați imagine | Raportați eroare |
| 83534.14.01                               | Așezarea hallstattiană de la Cristuru Secuiesc - "Ponkos" / ansamblu Urme de locuire (Categorie: locuire civilă) (Tip: Așezare)                                                                                 | oraș Cristuru Secuiesc                    | Ponkos                                                                  |                                             | Benko Elek 1979                       | 46°18′26″N 24°59′05″E / 46.30722°N 24.98472°E   | Încărcați imagine | Raportați eroare |
| 83534.15.01                               | Situl arheologic de la Cristuru Secuiesc - "Nagy-áj" / ansamblu Urme de locuire (Categorie: locuire) (Tip: Locuire)                                                                                             | oraș Cristuru Secuiesc                    | Nagy-áj                                                                 |                                             | Benko Elek 1979                       | 46°18′39″N 24°59′01″E / 46.31083°N 24.98361°E   | Încărcați imagine | Raportați eroare |
| 83534.15.02                               | Situl arheologic de la Cristuru Secuiesc - "Nagy-áj" / ansamblu Urme de locuire (Categorie: locuire) (Tip: Locuire)                                                                                             | oraș Cristuru Secuiesc                    | Nagy-áj                                                                 | geto-dacică                                 | Benko Elek 1979                       | 46°18′39″N 24°59′01″E / 46.31083°N 24.98361°E   | Încărcați imagine | Raportați eroare |
| 83534.15.03                               | Situl arheologic de la Cristuru Secuiesc - "Nagy-áj" / ansamblu anonim (Categorie: locuire) (Tip: Locuire) | oraș Cristuru Secuiesc                    | Nagy-áj                                                                 | maghiară - arpadiană                        | Benko Elek 1979                       | 46°18′39″N 24°59′01″E / 46.31083°N 24.98361°E   | Încărcați imagine | Raportați eroare |
| 83534.17.02                               | Mormântul celtic de la Cristuru Secuiesc-Timafalva - "Belsö-cserépcsur" / ansamblu anonim (Categorie: descoperire funerară) (Tip: Mormânt de incinerație)                                                       | oraș Cristuru Secuiesc                    | Belsö-cserépcsur                                                        | Celtică                                     | Horvath Lajos 1902                    | 46°17′44″N 25°01′55″E / 46.29556°N 25.03194°E   | Încărcați imagine | Raportați eroare |
| 83534.17.01                               | Mormântul celtic de la Cristuru Secuiesc-Timafalva - "Belsö-cserépcsur" / ansamblu Fragmente ceramice (Categorie: descoperire funerară) (Tip: Locuire)                                                          | oraș Cristuru Secuiesc                    | Belsö-cserépcsur                                                        |                                             | Horvath Lajos 1902                    | 46°17′44″N 25°01′55″E / 46.29556°N 25.03194°E   | Încărcați imagine | Raportați eroare |
| 83534.18.01                               | Așezarea geto-dacică de la Cristuru Secuiesc - "Karjashid-alja" / ansamblu anonim (Categorie: locuire) (Tip: Așezare)                                                                                           | oraș Cristuru Secuiesc                    | Karjashid-alja                                                          | geto-dacică sec. I î.Chr. - I d.Chr.        | Benko Elek 1979                       | 46°18′10″N 25°01′52″E / 46.30278°N 25.03111°E   | Încărcați imagine | Raportați eroare |
| 83534.19                                  | Situl arheologic roman de la Cristuru Secuiesc-Timafalva - "Cimitirul românilor" (Categorie: descoperire izolată) (Tip: obiect izolat)                                                                          | oraș Cristuru Secuiesc                    | Cimitirul românilor                                                     |                                             | Markos Jozsef 1978                    | 46°17′39″N 25°02′38″E / 46.29417°N 25.04389°E   | Încărcați imagine | Raportați eroare |
| 83534.19.01                               | Situl arheologic roman de la Cristuru Secuiesc-Timafalva - "Cimitirul românilor" / ansamblu Fibulă de bronz (Categorie: descoperire izolată)                                                                    | oraș Cristuru Secuiesc                    | Cimitirul românilor                                                     |                                             | Markos Jozsef 1978                    | 46°17′39″N 25°02′38″E / 46.29417°N 25.04389°E   | Încărcați imagine | Raportați eroare |
| 83534.20.01                               | Situl preistoric de la Cristuru Secuiesc - "Vale" / ansamblu Fragmente ceramice (Categorie: locuire) (Tip: sit)                                                                                                 | oraș Cristuru Secuiesc                    | Vale                                                                    |                                             | Benko Elek 1979                       | 46°17′44″N 25°03′12″E / 46.29556°N 25.05333°E   | Încărcați imagine | Raportați eroare |
| 83534.21.01                               | Așezarea Sântana de Mureș - Cerneahov de la Cristuru Secuiesc - "Fonóda" / ansamblu anonim (Categorie: locuire civilă) (Tip: Așezare)                                                                           | oraș Cristuru Secuiesc                    | Fonóda                                                                  | Sântana de Mureș - Cerneahov sec.IV         | Benko Elek 1979                       | 46°17′29″N 25°03′33″E / 46.29139°N 25.05917°E   | Încărcați imagine | Raportați eroare |
| 83534.23.01 (Cod LMI: HR-I-m-B-12663.03)  | Așezarea din epoca migrațiilor târzii de la Cristuru Secuiesc - "Valea Caldă" / ansamblu Fragmente ceramice (Categorie: locuire civilă) (Tip: Așezare)                                                          | oraș Cristuru Secuiesc                    | Valea Caldă                                                             | Wietenberg                                  | I. Molnar 1962-1963                   | 46°16′35″N 25°02′41″E / 46.27639°N 25.04472°E   | Încărcați imagine | Raportați eroare |
| 83534.23.03 (Cod LMI: HR-I-m-B-12663.01)  | Așezarea din epoca migrațiilor târzii de la Cristuru Secuiesc - "Valea Caldă" / ansamblu Așezare din epoca migrațiilor (Categorie: locuire civilă) (Tip: Așezare)                                               | oraș Cristuru Secuiesc                    | Valea Caldă                                                             | sec. VII-VIII                               | I. Molnar 1962-1963                   | 46°16′35″N 25°02′41″E / 46.27639°N 25.04472°E   | Încărcați imagine | Raportați eroare |
| 83534.23.02 (Cod LMI: HR-I-m-B-12663.02)  | Așezarea din epoca migrațiilor târzii de la Cristuru Secuiesc - "Valea Caldă" / ansamblu Fragmente ceramice dacice (Categorie: locuire civilă) (Tip: Locuire)                                                   | oraș Cristuru Secuiesc                    | Valea Caldă                                                             | dacică Sec. I î. Hr - I d. Hr.              | I. Molnar 1962-1963                   | 46°16′35″N 25°02′41″E / 46.27639°N 25.04472°E   | Încărcați imagine | Raportați eroare |
| 83534.24                                  | Necropola romană de la Cristuru Secuiesc - "Zata" (Categorie: descoperire funerară) (Tip: necropolă de incinerație)                                                                                             | oraș Cristuru Secuiesc                    | Zata                                                                    | sec. II d.Chr.                              | Magyari Jozsef 1951                   | 46°16′55″N 25°02′25″E / 46.28194°N 25.04028°E   | Încărcați imagine | Raportați eroare |
| 83534.24.01                               | Necropola romană de la Cristuru Secuiesc - "Zata" / ansamblu Morminte romane (Categorie: descoperire funerară) (Tip: Necropolă de incinerație)                                                                  | oraș Cristuru Secuiesc                    | Zata                                                                    | sec. II d.Chr.                              | Magyari Jozsef 1951                   | 46°16′55″N 25°02′25″E / 46.28194°N 25.04028°E   | Încărcați imagine | Raportați eroare |
| 83534.24                                  | Necropola romană de la Cristuru Secuiesc - "Zata" / ansamblu anonim (Categorie: descoperire funerară) | oraș Cristuru Secuiesc                    | Zata                                                                    |                                             | Magyari Jozsef 1951                   | 46°16′55″N 25°02′25″E / 46.28194°N 25.04028°E   | Încărcați imagine | Raportați eroare |
| 83534.25.01                               | Așezarea Coțofeni de la Cristuru Secuiesc - "Csákány" / ansamblu Fragmente ceramice (Categorie: locuire civilă) (Tip: Așezare)                                                                                  | oraș Cristuru Secuiesc                    | Csákány                                                                 | Coțofeni                                    | Benko Elek 1979                       | 46°17′05″N 25°03′40″E / 46.28472°N 25.06111°E   | Încărcați imagine | Raportați eroare |
| 83534.25.02                               | Așezarea Coțofeni de la Cristuru Secuiesc - "Csákány" / ansamblu Fragmente preistorice (Categorie: locuire civilă) (Tip: Așezare)                                                                               | oraș Cristuru Secuiesc                    | Csákány                                                                 |                                             | Benko Elek 1979                       | 46°17′05″N 25°03′40″E / 46.28472°N 25.06111°E   | Încărcați imagine | Raportați eroare |
| 83534.25.03                               | Așezarea Coțofeni de la Cristuru Secuiesc - "Csákány" / ansamblu Fragmente ceramice (Categorie: locuire civilă) (Tip: Așezare)                                                                                  | oraș Cristuru Secuiesc                    | Csákány                                                                 |                                             | Benko Elek 1979                       | 46°17′05″N 25°03′40″E / 46.28472°N 25.06111°E   | Încărcați imagine | Raportați eroare |
| 83534.29                                  | Celtul de bronz de la Cristuru Secuiesc (Categorie: descoperire izolată) (Tip: obiect izolat) | oraș Cristuru Secuiesc                    |                                                                         |                                             |                                       |                                                 | Încărcați imagine | Raportați eroare |
| 83534.29                                  | Celtul de bronz de la Cristuru Secuiesc / ansamblu anonim (Categorie: descoperire izolată) | oraș Cristuru Secuiesc                    |                                                                         |                                             |                                       |                                                 | Încărcați imagine | Raportați eroare |
| 83231.01.01                               | Turnul roman de pază de la Cireșeni - "Baknya" / ansamblu anonim (Categorie: fortificație) (Tip: Turn) | sat Cireșeni, comuna Feliceni             | Baknya                                                                  | romană                                      |                                       |                                                 | Încărcați imagine | Raportați eroare |
| 84978.01.01                               | Movila de la Chinușu - "Făgetul lui Laurențiu" / ansamblu anonim (Categorie: neprecizată) (Tip: Movilă) | sat Chinușu, comuna Mărtiniș              | Făgetul lui Laurențiu                                                   |                                             |                                       |                                                 | Încărcați imagine | Raportați eroare |
| 84969.01.01                               | Așezarea neolitică de la Călugăreni / ansamblu anonim (Categorie: locuire civilă) (Tip: Așezare) | sat Călugăreni, comuna Mărtiniș           |                                                                         |                                             |                                       |                                                 | Încărcați imagine | Raportați eroare |
| 86053.01.01                               | Așezarea eneolitică de la Chedia Mică / ansamblu anonim (Categorie: locuire civilă) (Tip: Așezare) | sat Chedia Mică, comuna Șimonești         |                                                                         | Cucuteni - Ariușd                           |                                       | 46°20′30″N 25°03′42″E / 46.34169°N 25.06153°E   | Încărcați imagine | Raportați eroare |
| 85868.01.01                               | Așezarea preistorică de la Cetățuia - Cariera de Lut / ansamblu anonim (Categorie: locuire civilă) (Tip: Așezare)                                                                                               | sat Cetățuia, comuna Sânsimion            | Cariera de Lut                                                          |                                             |                                       | 46°14′31″N 25°53′56″E / 46.24196°N 25.89902°E   | Încărcați imagine | Raportați eroare |
| 85868.01.02                               | Așezarea preistorică de la Cetățuia - Cariera de Lut / ansamblu anonim (Categorie: locuire civilă) (Tip: Cuptor de ars ceramica)                                                                                | sat Cetățuia, comuna Sânsimion            | Cariera de Lut                                                          | geto-dacică sec. III-II-I a. Chr-I p. Chr.  |                                       | 46°14′31″N 25°53′56″E / 46.24196°N 25.89902°E   | Încărcați imagine | Raportați eroare |
| 85813.02.01                               | Așezarea neolitică de la Cozmeni - Boizaș / ansamblu anonim (Categorie: locuire civilă) (Tip: Așezare) | sat Cozmeni, comuna Cozmeni               | Boizaș                                                                  | Starčevo - Criș                             |                                       |                                                 | Încărcați imagine | Raportați eroare |
| 83801.07.01                               | Așezarea de la Crișeni / ansamblu anonim (Categorie: locuire civilă) (Tip: Așezare) | sat Crișeni, comuna Atid                  |                                                                         |                                             |                                       | 46°25′00″N 24°58′44″E / 46.4168°N 24.97902°E    | Încărcați imagine | Raportați eroare |
| 85868.02.01                               | Situl arheologic de la Cetățuia / ansamblu anonim (Categorie: locuire civilă) (Tip: Așezare) | sat Cetățuia, comuna Sânsimion            | Terasa Görgős                                                           | Wietenberg                                  |                                       | 46°14′10″N 25°54′11″E / 46.23602°N 25.90306°E   | Încărcați imagine | Raportați eroare |
| 85868.02.02                               | Situl arheologic de la Cetățuia / ansamblu anonim (Categorie: locuire civilă) (Tip: Așezare) | sat Cetățuia, comuna Sânsimion            | Terasa Görgős                                                           |                                             |                                       | 46°14′10″N 25°54′11″E / 46.23602°N 25.90306°E   | Încărcați imagine | Raportați eroare |
| 85868.02.03                               | Situl arheologic de la Cetățuia / ansamblu anonim (Categorie: locuire civilă) (Tip: Așezare) | sat Cetățuia, comuna Sânsimion            | Terasa Görgős                                                           | geto-dacică sec. IV                         |                                       | 46°14′10″N 25°54′11″E / 46.23602°N 25.90306°E   | Încărcați imagine | Raportați eroare |
| 85868.03.01                               | Așezarea dacică de la Sânsimion - Dâmbul Bisericii / ansamblu anonim (Categorie: locuire civilă) (Tip: Așezare)                                                                                                 | sat Cetățuia, comuna Sânsimion            | Dâmbul Bisericii                                                        | geto-dacică sec I a. Chr-I p. Chr           |                                       | 46°14′43″N 25°53′28″E / 46.24528°N 25.89104°E   | Încărcați imagine | Raportați eroare |
| 85868.04.01                               | Posibila așezarea dacică de la Sânsimion / ansamblu anonim (Categorie: locuire civilă) (Tip: Așezare) | sat Cetățuia, comuna Sânsimion            |                                                                         | geto-dacică                                 |                                       |                                                 | Încărcați imagine | Raportați eroare |
| 85868.05                                  | Obiecte preistorice la Cetățuia (Categorie: descoperire izolată) (Tip: obiect izolat) | sat Cetățuia, comuna Sânsimion            |                                                                         | 1618                                        |                                       |                                                 | Încărcați imagine | Raportați eroare |
| 86017.02.01                               | Așezarea medievală de la Cădaciu Mare - "Vatra Satului" / ansamblu anonim (Categorie: locuire civilă) (Tip: Așezare)                                                                                            | sat Cădaciu Mare, comuna Șimonești        | Vatra satului                                                           |                                             |                                       |                                                 | Încărcați imagine | Raportați eroare |
| 86017.03.01                               | Biserica medievală de la Cădaciu Mare - "Biserica Unitariană" / ansamblu anonim (Categorie: structură de cult/religioasă) (Tip: Construcție)                                                                    | sat Cădaciu Mare, comuna Șimonești        | Biserica Unitariană                                                     |                                             |                                       |                                                 | Încărcați imagine | Raportați eroare |
| 86017.04                                  | Descoperiri preistorice la Cădaciu Mare - "Vatra Satului" (Categorie: neprecizată) (Tip: neprecizat) | sat Cădaciu Mare, comuna Șimonești        | Vatra satului                                                           | sec. XIII - XVII, sec. XV - XVI             |                                       | 46°21′18″N 25°07′41″E / 46.3549°N 25.12792°E    | Încărcați imagine | Raportați eroare |
| 86017.04.02                               | Descoperiri preistorice la Cădaciu Mare - "Vatra Satului" / ansamblu anonim (Categorie: neprecizată) (Tip: neprecizat)                                                                                          | sat Cădaciu Mare, comuna Șimonești        | Vatra satului                                                           | sec. XIII - XVII                            |                                       | 46°21′18″N 25°07′41″E / 46.3549°N 25.12792°E    | Încărcați imagine | Raportați eroare |
| 86017.05                                  | Descoperiri preistorice la Cădaciu Mare - biserica unitariană (Categorie: neprecizată) (Tip: neprecizat) | sat Cădaciu Mare, comuna Șimonești        | Vatra satului                                                           | sec. XV - XVII                              |                                       |                                                 | Încărcați imagine | Raportați eroare |
| 86017.05.01                               | Descoperiri preistorice la Cădaciu Mare - biserica unitariană / ansamblu anonim (Categorie: neprecizată) (Tip: Locuire)                                                                                         | sat Cădaciu Mare, comuna Șimonești        | Vatra satului                                                           | sec. XV - XVII                              |                                       |                                                 | Încărcați imagine | Raportați eroare |
| 86017.06.01                               | Așezarea preistorică de la Cădaciu Mare - "Grădina Pallfi" / ansamblu anonim (Categorie: locuire civilă) (Tip: Așezare)                                                                                         | sat Cădaciu Mare, comuna Șimonești        | Grădina Pallfi                                                          | Coțofeni                                    |                                       | 46°21′17″N 25°08′18″E / 46.35461°N 25.13828°E   | Încărcați imagine | Raportați eroare |
| 86017.06.02                               | Așezarea preistorică de la Cădaciu Mare - "Grădina Pallfi" / ansamblu anonim (Categorie: locuire civilă) (Tip: neprecizat)                                                                                      | sat Cădaciu Mare, comuna Șimonești        | Grădina Pallfi                                                          |                                             |                                       | 46°21′17″N 25°08′18″E / 46.35461°N 25.13828°E   | Încărcați imagine | Raportați eroare |
| 86017.07                                  | Fragmente ceramice medievale la Cădaciu Mare - "Grădina Gal" (Categorie: descoperire izolată) (Tip: obiect izolat)                                                                                              | sat Cădaciu Mare, comuna Șimonești        | Grădina Gal                                                             | sec. XV - XVII                              |                                       |                                                 | Încărcați imagine | Raportați eroare |
| 86017.08.01                               | Așezarea preistorică de la Cădaciu Mare - "Cireșar" / ansamblu anonim (Categorie: locuire civilă) (Tip: Așezare)                                                                                                | sat Cădaciu Mare, comuna Șimonești        | Cireșar                                                                 | Coțofeni                                    |                                       |                                                 | Încărcați imagine | Raportați eroare |
| 86017.09                                  | Cahlă medievală la Cădaciu Mare -"Szered" (Categorie: descoperire izolată) (Tip: obiect izolat) | sat Cădaciu Mare, comuna Șimonești        | Szered                                                                  |                                             |                                       |                                                 | Încărcați imagine | Raportați eroare |
| 86026.01                                  | Obiecte romane și medievale la Cădaciu Mic (Categorie: descoperire izolată) (Tip: obiect izolat) | sat Cădaciu Mic, comuna Șimonești         |                                                                         | sec. XIV-XVII                               |                                       |                                                 | Încărcați imagine | Raportați eroare |
| 86026.02.01                               | Cetatea de la Cădaciu Mic -"Cetatea Cădaciu" / ansamblu anonim (Categorie: locuire civilă) (Tip: Cetate) | sat Cădaciu Mic, comuna Șimonești         | Cetatea Cădaciu                                                         |                                             |                                       |                                                 | Încărcați imagine | Raportați eroare |
| 86026.03.01                               | Bastionul de la Cădaciu Mic -"Muntele lui Podhard" / ansamblu anonim (Categorie: fortificație) (Tip: Bastion)                                                                                                   | sat Cădaciu Mic, comuna Șimonești         | Muntele lui Podhard                                                     |                                             |                                       |                                                 | Încărcați imagine | Raportați eroare |
| 86026.04.01                               | Așezarea medievală de la Cădaciu Mic - "Vatra satului" / ansamblu anonim (Categorie: locuire civilă) (Tip: Așezare)                                                                                             | sat Cădaciu Mic, comuna Șimonești         | Vatra satului                                                           |                                             |                                       |                                                 | Încărcați imagine | Raportați eroare |
| 86026.05                                  | Fragmente ceramice medievale la Cădaciu Mic -"Vatra satului" (Categorie: descoperire izolată) (Tip: obiect izolat)                                                                                              | sat Cădaciu Mic, comuna Șimonești         | nr. 10, punct Vatra satului                                             | sec. XV-XVII                                |                                       |                                                 | Încărcați imagine | Raportați eroare |
| 86035.01.01                               | Tezaurul de la Cehețel -"Üveroldal" / ansamblu anonim (Categorie: depozit/tezaur) (Tip: tezaur) | sat Cehetel, comuna Șimonești             | Üveroldal                                                               | daco-romană                                 |                                       |                                                 | Încărcați imagine | Raportați eroare |
| 86035.02                                  | Obiecte dacice la Cehețel -"Vatra satului" (Categorie: neprecizată) (Tip: neprecizat) | sat Cehetel, comuna Șimonești             | Vatra satului                                                           | sec. I a. Chr - I p. Chr.                   |                                       |                                                 | Încărcați imagine | Raportați eroare |
| 86035.03                                  | Obiect preistoric la Cehețel (Categorie: neprecizată) (Tip: neprecizat) | sat Cehetel, comuna Șimonești             |                                                                         |                                             |                                       |                                                 | Încărcați imagine | Raportați eroare |
| 86044.01.01                               | Așezarea medievală de la Chedia Mare - "Vatra satului" / ansamblu anonim (Categorie: locuire civilă) (Tip: Așezare)                                                                                             | sat Chedia Mare, comuna Șimonești         | Vatra satului                                                           | sec. IX-X, XII_XIII, XIV-XV, XVI-XVII, XVII |                                       | 46°20′12″N 25°02′41″E / 46.3366°N 25.04468°E    | Încărcați imagine | Raportați eroare |
| 86044.01.02                               | Așezarea medievală de la Chedia Mare - "Vatra satului" / ansamblu anonim (Categorie: locuire civilă) (Tip: Așezare)                                                                                             | sat Chedia Mare, comuna Șimonești         | Vatra satului                                                           | geto-dacică                                 |                                       | 46°20′12″N 25°02′41″E / 46.3366°N 25.04468°E    | Încărcați imagine | Raportați eroare |
| 86044.01.03                               | Așezarea medievală de la Chedia Mare - "Vatra satului" / ansamblu anonim (Categorie: locuire civilă) (Tip: Așezare)                                                                                             | sat Chedia Mare, comuna Șimonești         | Vatra satului                                                           | Coțofeni                                    |                                       | 46°20′12″N 25°02′41″E / 46.3366°N 25.04468°E    | Încărcați imagine | Raportați eroare |
| 86044.02                                  | Situl preistoric de la Chedia Mare -"Közösföle" (Categorie: neprecizată) (Tip: neprecizat) | sat Chedia Mare, comuna Șimonești         | nr. 22, punct Közösföle                                                 |                                             |                                       | 46°20′06″N 25°02′46″E / 46.33506°N 25.04603°E   | Încărcați imagine | Raportați eroare |
| 86044.03.01                               | Situl preistoric de la Chedia Mare -"Verofény" / ansamblu anonim (Categorie: neprecizată) (Tip: neprecizat) | sat Chedia Mare, comuna Șimonești         | Verofény                                                                |                                             |                                       |                                                 | Încărcați imagine | Raportați eroare |
| 86044.03.02                               | Situl preistoric de la Chedia Mare -"Verofény" / ansamblu anonim (Categorie: neprecizată) (Tip: neprecizat) | sat Chedia Mare, comuna Șimonești         | Verofény                                                                | Coțofeni                                    |                                       |                                                 | Încărcați imagine | Raportați eroare |
| 86044.03.03                               | Situl preistoric de la Chedia Mare -"Verofény" / ansamblu anonim (Categorie: neprecizată) (Tip: neprecizat) | sat Chedia Mare, comuna Șimonești         | Verofény                                                                |                                             |                                       |                                                 | Încărcați imagine | Raportați eroare |
| 86044.03.04                               | Situl preistoric de la Chedia Mare -"Verofény" / ansamblu anonim (Categorie: neprecizată) (Tip: neprecizat) | sat Chedia Mare, comuna Șimonești         | Verofény                                                                | sec. IX - X, XI                             |                                       |                                                 | Încărcați imagine | Raportați eroare |
| 86044.04.01                               | Situl medieval de la Chedia Mare -"Jégverem" / ansamblu anonim (Categorie: neprecizată) (Tip: neprecizat) | sat Chedia Mare, comuna Șimonești         | Jégverem                                                                | sec. XIV - XV                               |                                       |                                                 | Încărcați imagine | Raportați eroare |
| 86053.02.01                               | Așezarea medievală de la Chedia Mică / ansamblu anonim (Categorie: locuire civilă) (Tip: Așezare) | sat Chedia Mică, comuna Șimonești         |                                                                         |                                             |                                       |                                                 | Încărcați imagine | Raportați eroare |
| 86053.02.02                               | Așezarea medievală de la Chedia Mică / ansamblu anonim (Categorie: locuire civilă) (Tip: Așezare) | sat Chedia Mică, comuna Șimonești         |                                                                         | sec. XIII, XIV-XV, XV-XVI                   |                                       |                                                 | Încărcați imagine | Raportați eroare |
| 86062.01.01                               | Așezarea medievală de la Cobătești -"Vatra satului" / ansamblu anonim (Categorie: locuire civilă) (Tip: Așezare)                                                                                                | sat Cobătești, comuna Șimonești           | Vatra satului                                                           | sec. XVI - XVII                             |                                       |                                                 | Încărcați imagine | Raportați eroare |
| 86062.02.01                               | Așezarea medievală de la Cobătești -"Grădina casei de piatră" / ansamblu anonim (Categorie: locuire civilă) (Tip: Așezare)                                                                                      | sat Cobătești, comuna Șimonești           | Grădina casei de piatră                                                 | sec. XI - XII, XIII, XIV - XV, XVI - XVII   |                                       |                                                 | Încărcați imagine | Raportați eroare |
| 86062.03.01                               | Situl medieval de la Cobătești -"Grădina bucătăriei" / ansamblu anonim (Categorie: locuire) (Tip: Așezare) | sat Cobătești, comuna Șimonești           | Grădina bucătăriei                                                      | sec. XI-XII, XVI- XII                       |                                       | 46°21′40″N 25°08′04″E / 46.36103°N 25.13436°E   | Încărcați imagine | Raportați eroare |
| 86062.04.01                               | Locuința medievală de la Cobătești -"Grădina Șipot" / ansamblu anonim (Categorie: construcție) (Tip: Locuință)                                                                                                  | sat Cobătești, comuna Șimonești           | Grădina Șipot                                                           | sec. XV - XVI                               |                                       | 46°21′40″N 25°08′12″E / 46.3611°N 25.13659°E    | Încărcați imagine | Raportați eroare |
| 86062.05.01                               | Biserica medievală de la Cobătești - "Capelă" / ansamblu anonim (Categorie: structură de cult/religioasă) (Tip: Biserică de lemn)                                                                               | sat Cobătești, comuna Șimonești           | Capelă                                                                  | sec. XVI                                    |                                       |                                                 | Încărcați imagine | Raportați eroare |
| 86062.05.01                               | Biserica medievală de la Cobătești - "Capelă" / complex anonim (Categorie: structură de cult/religioasă) (Tip: biserică)                                                                                        | sat Cobătești, comuna Șimonești           | Capelă                                                                  |                                             |                                       |                                                 | Încărcați imagine | Raportați eroare |
| 86062.06.01                               | Posibil sat medieval de la Cobătești - "Satul Demeter" / ansamblu anonim (Categorie: locuire civilă) (Tip: așezare rurală)                                                                                      | sat Cobătești, comuna Șimonești           | Satul Demeter                                                           |                                             |                                       |                                                 | Încărcați imagine | Raportați eroare |
| 86062.07.01                               | Așezarea preistorică de la Cobătești -"Vatra satului" / ansamblu anonim (Categorie: locuire civilă) (Tip: Așezare)                                                                                              | sat Cobătești, comuna Șimonești           | str. Cimitirului, nr. 2-3, punct Vatra satului                          |                                             |                                       |                                                 | Încărcați imagine | Raportați eroare |
| 86062.07.02                               | Așezarea preistorică de la Cobătești -"Vatra satului" / ansamblu anonim (Categorie: locuire civilă) (Tip: Așezare)                                                                                              | sat Cobătești, comuna Șimonești           | str. Cimitirului, nr. 2-3, punct Vatra satului                          |                                             |                                       |                                                 | Încărcați imagine | Raportați eroare |
| 86062.08.01                               | Situl medieval de la Cobătești - "Berek-alja" / ansamblu anonim (Categorie: locuire) (Tip: Așezare) | sat Cobătești, comuna Șimonești           | Berek - alja                                                            |                                             |                                       |                                                 | Încărcați imagine | Raportați eroare |
| 86062.08.02                               | Situl medieval de la Cobătești - "Berek-alja" / ansamblu anonim (Categorie: locuire) (Tip: Așezare) | sat Cobătești, comuna Șimonești           | Berek - alja                                                            |                                             |                                       |                                                 | Încărcați imagine | Raportați eroare |
| 85813.03.01                               | Așezarea preistorică de la Cozmeni / ansamblu anonim (Categorie: locuire civilă) (Tip: Așezare) | sat Cozmeni, comuna Cozmeni               |                                                                         | Criș                                        |                                       |                                                 | Încărcați imagine | Raportați eroare |
| 85813.03.02                               | Așezarea preistorică de la Cozmeni / ansamblu anonim (Categorie: locuire civilă) (Tip: Așezare) | sat Cozmeni, comuna Cozmeni               |                                                                         |                                             |                                       |                                                 | Încărcați imagine | Raportați eroare |
| 85813.04.01                               | Situl arheologic de la Cozmeni - "Borbélyok" / ansamblu anonim (Categorie: locuire) (Tip: Așezare) | sat Cozmeni, comuna Cozmeni               | Borbélyok                                                               | Wietenberg                                  |                                       | 46°13′31″N 25°56′18″E / 46.22537°N 25.93827°E   | Încărcați imagine | Raportați eroare |
| 85813.04.02                               | Situl arheologic de la Cozmeni - "Borbélyok" / ansamblu anonim (Categorie: locuire) (Tip: Așezare) | sat Cozmeni, comuna Cozmeni               | Borbélyok                                                               |                                             |                                       | 46°13′31″N 25°56′18″E / 46.22537°N 25.93827°E   | Încărcați imagine | Raportați eroare |
| 85813.05.01                               | Situl arheologic de epoca bronzului de la Cozmeni / ansamblu anonim (Categorie: locuire) (Tip: Locuire) | sat Cozmeni, comuna Cozmeni               |                                                                         |                                             |                                       |                                                 | Încărcați imagine | Raportați eroare |
| 85813.06.01                               | Așezarea hallstattiană de la Cozmeni - Daragita / ansamblu anonim (Categorie: locuire) (Tip: Așezare) | sat Cozmeni, comuna Cozmeni               | Daragita                                                                |                                             |                                       |                                                 | Încărcați imagine | Raportați eroare |
| 85813.07.01                               | Așezarea hallstattiană de la Cozmeni - "Grădina Călărețului" / ansamblu anonim (Categorie: locuire civilă) (Tip: Așezare)                                                                                       | sat Cozmeni, comuna Cozmeni               | Grădina Călărețului                                                     |                                             |                                       |                                                 | Încărcați imagine | Raportați eroare |
| 85813.08.01                               | Așezarea hallstattiană de la Cozmeni - "Cetățuia" / ansamblu anonim (Categorie: locuire civilă) (Tip: Așezare)                                                                                                  | sat Cozmeni, comuna Cozmeni               | Cetățuia                                                                |                                             |                                       | 46°13′52″N 25°56′02″E / 46.2311°N 25.9339°E     | Încărcați imagine | Raportați eroare |
| 85813.09                                  | Cristelniță romanică la Cozmeni (Categorie: descoperire izolată) (Tip: obiect izolat) | sat Cozmeni, comuna Cozmeni               |                                                                         | sec. XIII                                   |                                       |                                                 | Încărcați imagine | Raportați eroare |
| 85813.10.01                               | Fortificația de la Cozmeni - "Piscul cu Șa" / ansamblu anonim (Categorie: fortificație) (Tip: Fortificație) | sat Cozmeni, comuna Cozmeni               | Piscul cu Șa                                                            |                                             |                                       |                                                 | Încărcați imagine | Raportați eroare |
| 85813.11                                  | Situl arheologic hallstattian de la Cozmeni (Categorie: locuire) (Tip: locuire) | sat Cozmeni, comuna Cozmeni               |                                                                         |                                             |                                       |                                                 | Încărcați imagine | Raportați eroare |
| 85813.11.01                               | Situl arheologic hallstattian de la Cozmeni / ansamblu anonim (Categorie: locuire) (Tip: Așezare) | sat Cozmeni, comuna Cozmeni               |                                                                         |                                             |                                       |                                                 | Încărcați imagine | Raportați eroare |
| 85868.06.01                               | Cimitirul de epocă modernă de la Cetățuia / ansamblu anonim (Categorie: descoperire funerară) (Tip: Cimitir) | sat Cetățuia, comuna Sânsimion            | 2                                                                       | sec. XVIII - XIX                            |                                       |                                                 | Încărcați imagine | Raportați eroare |
| 84111.03.01 (Cod LMI: HR-II-m-A-12774.02) | Ansamblul bisericii fortificate romano-catolice "Adormirea Maicii Domnului" de la Cârța / ansamblu anonim (Categorie: locuire) (Tip: Cetate sătească)                                                           | sat Cârța, comuna Cârța                   |                                                                         | sec. XV - XVIII                             |                                       |                                                 | Încărcați imagine | Raportați eroare |
| 84111.03.02 (Cod LMI: HR-II-m-A-12774.01) | Ansamblul bisericii fortificate romano-catolice "Adormirea Maicii Domnului" de la Cârța / ansamblu Biserica "Adormirea Maicii Domnului" (Categorie: locuire) (Tip: Biserică)                                    | sat Cârța, comuna Cârța                   |                                                                         | 1444 - 1720                                 |                                       |                                                 | Încărcați imagine | Raportați eroare |
| 84040.01.01                               | Situl arheologic medieval de la Cotormani-Grădina casei nr. 496 / ansamblu anonim (Categorie: loc de luptă) (Tip: Așezare)                                                                                      | sat Cotormani, comuna Ciucsângeorgiu      | Str. Principal[ nr. 495, punct Grădina casei nr. 496                    | sec. XI-XIII                                |                                       |                                                 | Încărcați imagine | Raportați eroare |
| 84040.01.02                               | Situl arheologic medieval de la Cotormani-Grădina casei nr. 496 / ansamblu anonim (Categorie: loc de luptă) (Tip: Așezare)                                                                                      | sat Cotormani, comuna Ciucsângeorgiu      | Str. Principal[ nr. 495, punct Grădina casei nr. 496                    | sec. XIV-XV                                 |                                       |                                                 | Încărcați imagine | Raportați eroare |
| 83534.26.01 (Cod LMI: HR-II-m-B-12802)    | Casa Lengyel de la Cristuru Secuiesc / ansamblu anonim (Categorie: construcție) (Tip: Casă) | oraș Cristuru Secuiesc                    | Piața Libertății nr. 7                                                  | sec. XVI-XIX                                | Péter Kádár 1999                      | 46°17′29″N 25°02′11″E / 46.291338°N 25.036514°E | Încărcați imagine | Raportați eroare |
| 84772.01                                  | Situl arheologic de la Comiat - Szephavas (Muntele Frumos) - fosta capelă romano-catolică "Sf. Duh" / ansamblu Capela romano-catolică "Sf. Duh" (Categorie: structură de cult/religioasă) (Tip: capelă)         | sat Comiat, comuna Lunca de Sus           | Szephavas (Muntele Frumos)                                              |                                             |                                       |                                                 | Încărcați imagine | Raportați eroare |
| 83534.27.01 (Cod LMI: HR-II-m-B-12800)    | Biserica reformată medievală de la Cristuru Secuiesc / ansamblu Biserica reformată (Categorie: construcție cult) (Tip: Biserică)                                                                                | oraș Cristuru Secuiesc                    | Str. Kriza János nr.12, punct Biserica Reformată                        | sec. XVII - XIX                             |                                       | 46°17′19″N 25°01′53″E / 46.28861°N 25.03139°E   | Încărcați imagine | Raportați eroare |
| 83534.30.01                               | Cimitirul medieval târziu de la Cristuru Secuiesc - Fostul C.A.P. / ansamblu anonim (Categorie: mormânt incinerație) (Tip: Cimitir de înhumație)                                                                | oraș Cristuru Secuiesc                    | Str. Kriza János nr 29., punct Fostul C.A.P.                            |                                             | 1950                                  | 46°17′14″N 25°01′56″E / 46.28722°N 25.03222°E   | Încărcați imagine | Raportați eroare |
| 83534.30.02                               | Cimitirul medieval târziu de la Cristuru Secuiesc - Fostul C.A.P. / ansamblu anonim (Categorie: mormânt incinerație) (Tip: Cimitir de înhumație)                                                                | oraș Cristuru Secuiesc                    | Str. Kriza János nr 29., punct Fostul C.A.P.                            |                                             | 1950                                  | 46°17′14″N 25°01′56″E / 46.28722°N 25.03222°E   | Încărcați imagine | Raportați eroare |
| 83534.31.01                               | Așezare din epoca mediavală la Cristuru Secuiesc / ansamblu Fragmente ceramice și de cahle. (Categorie: locuire) (Tip: Locuire)                                                                                 | oraș Cristuru Secuiesc                    | str. Kriza János nr.16, punct Strada școlii nr 16.                      | Sec. XIII - XVI                             | 1975                                  | 46°17′17″N 25°01′52″E / 46.28806°N 25.03111°E   | Încărcați imagine | Raportați eroare |
| 83534.32.01                               | Locuire medievală la Cristuru Secuiesc / ansamblu Fragmente de cahle (Categorie: locuire) (Tip: Locuire) | oraș Cristuru Secuiesc                    | Str. Kertek nr.1, punct Grădinița                                       | Sec. XV - XVI                               | 1975                                  | 46°17′22″N 25°01′51″E / 46.28944°N 25.03083°E   | Încărcați imagine | Raportați eroare |
| 83534.33.01                               | Locuire medievală la Cristuru Secuiesc - Poșta / ansamblu Fragmente ceramice si cahle (Categorie: locuire) (Tip: Locuire)                                                                                       | oraș Cristuru Secuiesc                    | str. Libertății nr.38., punct Poșta                                     | Sec. XV - XVIII                             | 1975                                  | 46°17′21″N 25°02′02″E / 46.28917°N 25.03389°E   | Încărcați imagine | Raportați eroare |
| 83534.34.01                               | Așezare medievală la Cristuru Secuiesc - Muzeu / ansamblu Pivnița de sub noua aripă a muzeului. (Categorie: așezare) (Tip: Pivniță)                                                                             | oraș Cristuru Secuiesc                    | Str. Libertății, nr. 45., punct Muzeu                                   | Sec. XIII - XVIII                           | 1980                                  | 46°17′22″N 25°02′06″E / 46.28944°N 25.035°E     | Încărcați imagine | Raportați eroare |
| 83534.35.01                               | Locuința medievală de la Cristuru Secuiesc - Fabrica de mobilă / ansamblu Cuptorul de la Fabrica de Mobilă (Categorie: locuire civilă) (Tip: Cuptor)                                                            | oraș Cristuru Secuiesc                    | Str. Libertății, nr. 23, punct Fabrica de mobilă                        | Sec. XI/XII - XIV                           | I. Molnar 1974                        | 46°17′27″N 25°02′04″E / 46.29083°N 25.03444°E   | Încărcați imagine | Raportați eroare |
| 83534.35.02                               | Locuința medievală de la Cristuru Secuiesc - Fabrica de mobilă / ansamblu Fragmente ceramice și cahle (Categorie: locuire civilă) (Tip: așezare)                                                                | oraș Cristuru Secuiesc                    | Str. Libertății, nr. 23, punct Fabrica de mobilă                        | Sec. XIII - XVIII                           | I. Molnar 1974                        | 46°17′27″N 25°02′04″E / 46.29083°N 25.03444°E   | Încărcați imagine | Raportați eroare |
| 83534.35.03                               | Locuința medievală de la Cristuru Secuiesc - Fabrica de mobilă / ansamblu Fragment ceramic preistoric (Categorie: locuire civilă) (Tip: așezare)                                                                | oraș Cristuru Secuiesc                    | Str. Libertății, nr. 23, punct Fabrica de mobilă                        |                                             | I. Molnar 1974                        | 46°17′27″N 25°02′04″E / 46.29083°N 25.03444°E   | Încărcați imagine | Raportați eroare |
| 83534.35                                  | Locuința medievală de la Cristuru Secuiesc - Fabrica de mobilă / ansamblu anonim (Categorie: locuire civilă) | oraș Cristuru Secuiesc                    | Str. Libertății, nr. 23, punct Fabrica de mobilă                        | Sec. XVI - XVII                             | I. Molnar 1974                        | 46°17′27″N 25°02′04″E / 46.29083°N 25.03444°E   | Încărcați imagine | Raportați eroare |
| 83534.36.01                               | Drum medieval și cuptor la Cristuru Secuiesc / ansamblu Drum medieval (Categorie: drum) (Tip: Drum) | oraș Cristuru Secuiesc                    | Str. Csekefalvi, punct Strada Cechești                                  |                                             | A. Szekely 1979                       | 46°17′29″N 25°02′05″E / 46.29139°N 25.03472°E   | Încărcați imagine | Raportați eroare |
| 83534.36.02                               | Drum medieval și cuptor la Cristuru Secuiesc / ansamblu Cuptor (Categorie: drum) (Tip: Cuptor) | oraș Cristuru Secuiesc                    | Str. Csekefalvi, punct Strada Cechești                                  |                                             | A. Szekely 1979                       | 46°17′29″N 25°02′05″E / 46.29139°N 25.03472°E   | Încărcați imagine | Raportați eroare |
| 83534.36.03                               | Drum medieval și cuptor la Cristuru Secuiesc / ansamblu Piese medievale (Categorie: drum) | oraș Cristuru Secuiesc                    | Str. Csekefalvi, punct Strada Cechești                                  |                                             | A. Szekely 1979                       | 46°17′29″N 25°02′05″E / 46.29139°N 25.03472°E   | Încărcați imagine | Raportați eroare |
| 83534.37.01                               | Locuința medievală de la Cristuru Secuiesc - Cechești nr 9 / ansamblu Pivniță(Casa lui Matyus Jozsef) (Categorie: locuire) (Tip: Pivniță)                                                                       | oraș Cristuru Secuiesc                    | Str. Csekefalvi, nr.9., punct Cechești nr. 9                            |                                             | 1977                                  | 46°17′29″N 25°02′05″E / 46.29139°N 25.03472°E   | Încărcați imagine | Raportați eroare |
| 83534.37.02                               | Locuința medievală de la Cristuru Secuiesc - Cechești nr 9 / ansamblu Obiecte și fragmente medievale(Casa lui Matyus Jozsef) (Categorie: locuire) (Tip: așezare)                                                | oraș Cristuru Secuiesc                    | Str. Csekefalvi, nr.9., punct Cechești nr. 9                            | Sec. XV                                     | 1977                                  | 46°17′29″N 25°02′05″E / 46.29139°N 25.03472°E   | Încărcați imagine | Raportați eroare |
| 83534.37.03                               | Locuința medievală de la Cristuru Secuiesc - Cechești nr 9 / ansamblu Strat de locuire din epocă arpadiană(Casa lui Matyus Jozsef) (Categorie: locuire) (Tip: așezare)                                          | oraș Cristuru Secuiesc                    | Str. Csekefalvi, nr.9., punct Cechești nr. 9                            | Sec. XII - XIII                             | 1977                                  | 46°17′29″N 25°02′05″E / 46.29139°N 25.03472°E   | Încărcați imagine | Raportați eroare |
| 83534.38.01                               | Așezarea de la Cristuru Secuiesc / ansamblu Așezare medievală (Categorie: locuire) (Tip: așezare) | oraș Cristuru Secuiesc                    | Strada Cerchești, nr. 6.                                                | Sec. XII, XIII - XIV, XV.                   | 1976                                  | 46°17′30″N 25°02′07″E / 46.29167°N 25.03528°E   | Încărcați imagine | Raportați eroare |
| 83534.38.02                               | Așezarea de la Cristuru Secuiesc / ansamblu Fragmente ceramice dacice (Categorie: locuire) (Tip: așezare) | oraș Cristuru Secuiesc                    | Strada Cerchești, nr. 6.                                                | dacică                                      | 1976                                  | 46°17′30″N 25°02′07″E / 46.29167°N 25.03528°E   | Încărcați imagine | Raportați eroare |
| 83534.39.01                               | Atelier medieval la Cristuru Secuiesc / ansamblu Așezare medievală (Categorie: locuire civilă) (Tip: așezare)                                                                                                   | oraș Cristuru Secuiesc                    | Strada Cechești, nr 6., punct Strada Cechești, nr 6.                    |                                             | 1976                                  | 46°17′30″N 25°02′07″E / 46.29167°N 25.03528°E   | Încărcați imagine | Raportați eroare |
| 83534.39.02                               | Atelier medieval la Cristuru Secuiesc / ansamblu Atelier de prelucrarea fierului (Categorie: locuire civilă) (Tip: atelier de fierărie)                                                                         | oraș Cristuru Secuiesc                    | Strada Cechești, nr 6., punct Strada Cechești, nr 6.                    |                                             | 1976                                  | 46°17′30″N 25°02′07″E / 46.29167°N 25.03528°E   | Încărcați imagine | Raportați eroare |
| 83534.39.03                               | Atelier medieval la Cristuru Secuiesc / ansamblu Groapa menajeră (Categorie: locuire civilă) (Tip: Groapă menajeră)                                                                                             | oraș Cristuru Secuiesc                    | Strada Cechești, nr 6., punct Strada Cechești, nr 6.                    | Sec. XV                                     | 1976                                  | 46°17′30″N 25°02′07″E / 46.29167°N 25.03528°E   | Încărcați imagine | Raportați eroare |
| 83534.40.01                               | Așezarea de la Cristuru Secuiesc - Întreprinderea Comercială / ansamblu Locuire medievală (Categorie: locuire) (Tip: așezare)                                                                                   | oraș Cristuru Secuiesc                    | Str. Libertății, nr 15., punct Întreprinderea Comercială                | Sec. XV                                     | 1984                                  | 46°17′28″N 25°02′11″E / 46.29111°N 25.03639°E   | Încărcați imagine | Raportați eroare |
| 83534.41.01                               | Așezarea de la Cristuru Secuiesc - Cinema/Magazin / ansamblu Locuire medievală (Categorie: locuire civilă) (Tip: Locuire)                                                                                       | oraș Cristuru Secuiesc                    | Piața Libertății, nr. 52, punct Cinematograful Arta                     | Sec. XIII - XVIII                           | 1972                                  | 46°17′24″N 25°02′10″E / 46.29°N 25.03611°E      | Încărcați imagine | Raportați eroare |
| 83534.41.02                               | Așezarea de la Cristuru Secuiesc - Cinema/Magazin / ansamblu Mormânt medieval (Categorie: locuire civilă) (Tip: Mormânt)                                                                                        | oraș Cristuru Secuiesc                    | Piața Libertății, nr. 52, punct Cinematograful Arta                     |                                             | 1972                                  | 46°17′24″N 25°02′10″E / 46.29°N 25.03611°E      | Încărcați imagine | Raportați eroare |
| 83534.42.01                               | Așezarea de la Cristuru Secuiesc - Cartierul Kossuth Lajos I / ansamblu Cuptoare medievale (Categorie: locuire) (Tip: Cuptor)                                                                                   | oraș Cristuru Secuiesc                    | Cartierul Kossuth Lajos, bloc B9, punct Bloc B9                         | Sec. XIV - XV                               |                                       | 46°17′21″N 25°02′10″E / 46.28917°N 25.03611°E   | Încărcați imagine | Raportați eroare |
| 83534.42.02                               | Așezarea de la Cristuru Secuiesc - Cartierul Kossuth Lajos I / ansamblu Fragmente ceramice (Categorie: locuire) (Tip: Locuire)                                                                                  | oraș Cristuru Secuiesc                    | Cartierul Kossuth Lajos, bloc B9, punct Bloc B9                         |                                             |                                       | 46°17′21″N 25°02′10″E / 46.28917°N 25.03611°E   | Încărcați imagine | Raportați eroare |
| 83534.43.01                               | Situl arheologic de la Cristuru Secuiesc - Cartierul Kossuth Lsajos II / ansamblu Bordei (Categorie: Locuire) (Tip: Așezare)                                                                                    | oraș Cristuru Secuiesc                    | Cartierul Kossuth Lsajos, bloc B11, punct Bloc B11                      | Sec. XIII                                   | 1981                                  | 46°17′21″N 25°02′10″E / 46.28917°N 25.03611°E   | Încărcați imagine | Raportați eroare |
| 83534.44.01                               | Situl arheologic de la Cristuru Secuiesc - Cartierul Kossuth Lsajos III / ansamblu Groapă preistorică (Categorie: locuire) (Tip: Locuire)                                                                       | oraș Cristuru Secuiesc                    | Cartierul Kossuth Lsajos, punct Bloc E6                                 |                                             | 1982                                  | 46°17′21″N 25°02′10″E / 46.28917°N 25.03611°E   | Încărcați imagine | Raportați eroare |
| 83534.44.02                               | Situl arheologic de la Cristuru Secuiesc - Cartierul Kossuth Lsajos III / ansamblu Cuptor (Categorie: locuire)                                                                                                  | oraș Cristuru Secuiesc                    | Cartierul Kossuth Lsajos, punct Bloc E6                                 |                                             | 1982                                  | 46°17′21″N 25°02′10″E / 46.28917°N 25.03611°E   | Încărcați imagine | Raportați eroare |
| 83534.44.03                               | Situl arheologic de la Cristuru Secuiesc - Cartierul Kossuth Lsajos III / ansamblu Locuință medievală (Categorie: locuire) (Tip: Locuință)                                                                      | oraș Cristuru Secuiesc                    | Cartierul Kossuth Lsajos, punct Bloc E6                                 | Sec. XII - XIII                             | 1982                                  | 46°17′21″N 25°02′10″E / 46.28917°N 25.03611°E   | Încărcați imagine | Raportați eroare |
| 83534.45                                  | Situl arheologic de la Cristuru Secuiesc - Piața Libertății, nr. 63 / ansamblu Urme de locuire medievală (Categorie: locuire) (Tip: Locuire)                                                                    | oraș Cristuru Secuiesc                    | Str. Libertății, nr. 63, punct Piața Libertății, nr. 63                 | Sec. XIII - XVI                             | 1983                                  | 46°18′28″N 25°02′19″E / 46.30778°N 25.03861°E   | Încărcați imagine | Raportați eroare |
| 83534.46.01                               | Situl arheologic de la Cristuru Secuiesc - Piața Libertății, nr. 43 / ansamblu Strat preistoric (Categorie: locuire) (Tip: Locuire)                                                                             | oraș Cristuru Secuiesc                    | Piața Libertății, nr. 43., punct Garaje                                 |                                             | 1987                                  | 46°17′21″N 25°02′04″E / 46.28917°N 25.03444°E   | Încărcați imagine | Raportați eroare |
| 83534.46.02                               | Situl arheologic de la Cristuru Secuiesc - Piața Libertății, nr. 43 / ansamblu Fântână medievală (Categorie: locuire) (Tip: Fântână)                                                                            | oraș Cristuru Secuiesc                    | Piața Libertății, nr. 43., punct Garaje                                 | Sec. XIV - XV                               | 1987                                  | 46°17′21″N 25°02′04″E / 46.28917°N 25.03444°E   | Încărcați imagine | Raportați eroare |
| 83534.46.03                               | Situl arheologic de la Cristuru Secuiesc - Piața Libertății, nr. 43 / ansamblu Mormânt de înhumație gepidic (Categorie: locuire) (Tip: Mormânt)                                                                 | oraș Cristuru Secuiesc                    | Piața Libertății, nr. 43., punct Garaje                                 |                                             | 1987                                  | 46°17′21″N 25°02′04″E / 46.28917°N 25.03444°E   | Încărcați imagine | Raportați eroare |
| 83534.46.04                               | Situl arheologic de la Cristuru Secuiesc - Piața Libertății, nr. 43 / ansamblu Urme medievale (Categorie: locuire) (Tip: groapă)                                                                                | oraș Cristuru Secuiesc                    | Piața Libertății, nr. 43., punct Garaje                                 |                                             | 1987                                  | 46°17′21″N 25°02′04″E / 46.28917°N 25.03444°E   | Încărcați imagine | Raportați eroare |
| 83534.47.01                               | Situl de la Cristuru Secuiesc - Strada Bem/ Spitalului, nr 19 / ansamblu Locuință medievală (Categorie: locuire) (Tip: Locuire)                                                                                 | oraș Cristuru Secuiesc                    | Str. Bem Jozsef, nr 19., punct Casa lui Gyorgy Domokos                  | Sec. XVI - XVIII                            | 1985                                  | 46°17′14″N 25°01′43″E / 46.28722°N 25.02861°E   | Încărcați imagine | Raportați eroare |
| 83534.48.01                               | Situl de la Cristuru Secuiesc - Strada Harghitei, nr. 48/a / ansamblu Urme medievale (Categorie: locuire) (Tip: Locuire)                                                                                        | oraș Cristuru Secuiesc                    | Strada Harghitei, nr. 48/a, punct Strada Harghitei, nr. 48/a            | Sec. XII - XV                               | 1975                                  | 46°17′30″N 25°01′45″E / 46.29167°N 25.02917°E   | Încărcați imagine | Raportați eroare |
| 83534.48.02                               | Situl de la Cristuru Secuiesc - Strada Harghitei, nr. 48/a / ansamblu Urme ceramică preistorică (Categorie: locuire) (Tip: Locuire)                                                                             | oraș Cristuru Secuiesc                    | Strada Harghitei, nr. 48/a, punct Strada Harghitei, nr. 48/a            |                                             | 1975                                  | 46°17′30″N 25°01′45″E / 46.29167°N 25.02917°E   | Încărcați imagine | Raportați eroare |
| 83534.49.01                               | Situl de la Cristuru Secuiesc - Str. Hargitei, nr.63 / ansamblu Vatră (Categorie: locuire) (Tip: Așezare) | oraș Cristuru Secuiesc                    | Str. Hargitei, nr.63, punct Str. Hargitei, nr.63                        |                                             | 1979                                  | 46°17′24″N 25°01′38″E / 46.29°N 25.02722°E      | Încărcați imagine | Raportați eroare |
| 83534.50.01                               | Situl de la Cristuru Secuiesc - Str. Hargitei, nr. 70 / ansamblu Groapă menajeră (Categorie: locuire) (Tip: Groapă menajeră)                                                                                    | oraș Cristuru Secuiesc                    | Str. Hargitei, nr. 70, punct Str. Hargitei, nr. 70                      | Sec. XI - XII                               | 1975                                  | 46°17′26″N 25°01′37″E / 46.29055°N 25.02695°E   | Încărcați imagine | Raportați eroare |
| 83534.51.01                               | Situl de la Cristuru Secuiesc - Str. Hargitei, nr. 74 / ansamblu Groapă menajeră medievală (Categorie: locuire) (Tip: Groapă menajeră)                                                                          | oraș Cristuru Secuiesc                    | Str. Hargitei, nr. 74, punct Str. Hargitei, nr. 74                      | Sec. XII                                    | 1975                                  | 46°17′25″N 25°01′36″E / 46.29028°N 25.02667°E   | Încărcați imagine | Raportați eroare |
| 83534.52.01                               | Situl de la Cristuru Secuiesc - Str. Hargitei, nr. 80 / ansamblu Fragmente ceramice medievale (Categorie: locuire) (Tip: Locuire)                                                                               | oraș Cristuru Secuiesc                    | Str. Hargitei, nr. 80, punct Str. Hargitei, nr. 80                      | Sec. XII - XV                               | 1976                                  | 46°17′24″N 25°01′34″E / 46.29°N 25.02611°E      | Încărcați imagine | Raportați eroare |
| 83534.53.01                               | Situl de la Cristuru Secuiesc - Str. Băii, nr. 8 / ansamblu Urme de locuire medievală (Categorie: locuire) (Tip: Așezare)                                                                                       | oraș Cristuru Secuiesc                    | Str. Băii, nr. 8, punct Str. Băii, nr. 8                                | Sec. XIV                                    | A. Sekely 1976                        | 46°17′22″N 25°01′47″E / 46.28944°N 25.02972°E   | Încărcați imagine | Raportați eroare |
| 83534.54.01                               | Situl de la Cristuru Secuiesc - Str. Băii, nr. 12 / ansamblu Fragmente ceramice preistorice (Categorie: locuire) (Tip: Locuire)                                                                                 | oraș Cristuru Secuiesc                    | Str. Băii, nr. 12, punct Str. Băii, nr. 12                              |                                             | 1982                                  | 46°17′N 25°02′E / 46.29°N 25.03°E               | Încărcați imagine | Raportați eroare |
| 83534.54.02                               | Situl de la Cristuru Secuiesc - Str. Băii, nr. 12 / ansamblu Fragmente ceramice medievale (Categorie: locuire) (Tip: Locuire)                                                                                   | oraș Cristuru Secuiesc                    | Str. Băii, nr. 12, punct Str. Băii, nr. 12                              |                                             | 1982                                  | 46°17′N 25°02′E / 46.29°N 25.03°E               | Încărcați imagine | Raportați eroare |
| 83534.56.01                               | Situl arheologic Cristuru Secuiesc - Görgény / ansamblu Fragmente ceramice preistorice (Categorie: locuire) (Tip: Locuire)                                                                                      | oraș Cristuru Secuiesc                    | Satul Cristur, punct Görgény                                            |                                             | Benko Elek 1979                       | 46°18′05″N 24°58′29″E / 46.30139°N 24.97472°E   | Încărcați imagine | Raportați eroare |
| 83534.57.01                               | Situl arheologic Cristuru Secuiesc - Str. Katustava, nr. 2 / ansamblu Cuptoare medievale (Categorie: locuire) (Tip: cuptoare)                                                                                   | oraș Cristuru Secuiesc                    | Str. Katustava, nr. 2, punct Str. Katustava, nr. 2                      | Sec. XIV - XV                               | I. Molnar, I. Ughy și A. Szekely 1975 | 46°17′23″N 25°01′37″E / 46.28972°N 25.02695°E   | Încărcați imagine | Raportați eroare |
| 83534.58.01                               | Situl arheologic Cristuru Secuiesc - Str. Katustava, nr. 4, 13 / ansamblu Așezare medievală (Categorie: locuire) (Tip: Așezare)                                                                                 | oraș Cristuru Secuiesc                    | Str. Katustava, nr. 4, 13, punct Str. Katustava, nr. 4, 13              | Sec. XII - XVII                             | I. Molnar și A. Szekely 1976          | 46°17′23″N 25°01′37″E / 46.28972°N 25.02695°E   | Încărcați imagine | Raportați eroare |
| 83534.59.01                               | Așezarea de la Cristuru Secuiesc - Hosszúaszó - Monumentul Koncz / ansamblu Fragmente ceramice (Tip: Locuire)                                                                                                   | oraș Cristuru Secuiesc                    | Monumentul Koncz                                                        |                                             | Benko Elek 1979                       | 46°17′54″N 25°01′03″E / 46.29833°N 25.0175°E    | Încărcați imagine | Raportați eroare |
| 83801.08.01                               | Drumul femeilor frumoase de la Crișeni / ansamblu Drumul femeilor frumoase (Categorie: construcție) (Tip: Drum)                                                                                                 | sat Crișeni, comuna Atid                  | Drumul femeilor frumoase                                                |                                             |                                       | 46°24′41″N 24°58′09″E / 46.41147°N 24.96925°E   | Încărcați imagine | Raportați eroare |
| 83801.09.01                               | Drumul tătarilor de la Crișeni / ansamblu anonim (Categorie: construcție) (Tip: Drum) | sat Crișeni, comuna Atid                  | Drumul tătarilor                                                        |                                             |                                       |                                                 | Încărcați imagine | Raportați eroare |
| 83801.10.01                               | Biserica reformată de la Crișeni / ansamblu anonim (Categorie: edificiu de cult) (Tip: Biserică) | sat Crișeni, comuna Atid                  |                                                                         | sec. XVII-XIX                               |                                       | 46°25′09″N 24°58′12″E / 46.41919°N 24.97013°E   | Încărcați imagine | Raportați eroare |
| 83801.11.01                               | Biserica unitarienilor de la Crișeni / ansamblu anonim (Categorie: edificiu de cult) (Tip: Biserică) | sat Crișeni, comuna Atid                  |                                                                         | sec. XVII-XIX                               |                                       | 46°25′04″N 24°58′21″E / 46.41773°N 24.97245°E   | Încărcați imagine | Raportați eroare |
| 83874.09.01                               | Biserica reformată de la Cechești / ansamblu anonim (Categorie: construcție cult) (Tip: Biserică) | sat Cechești, comuna Avrămești            |                                                                         | sec. XVII-XVIII                             |                                       | 46°18′53″N 25°01′19″E / 46.31459°N 25.02202°E   | Încărcați imagine | Raportați eroare |
| 83972.01                                  | Topor din piatră de la Căpâlnița (Categorie: descoperire izolată) (Tip: obiect izolat) | sat Căpâlnița, comuna Căpâlnița           |                                                                         |                                             |                                       |                                                 | Încărcați imagine | Raportați eroare |
| 84095.01.01                               | Forticație dacică la Ciumani - "Dealul Cetății" / ansamblu anonim (Categorie: construcție defensivă) (Tip: Fortificație)                                                                                        | sat Ciumani, comuna Ciumani               | Dealul Cetății                                                          | dacică sec. I î.Hr. - I d.Hr.               |                                       |                                                 | Încărcați imagine | Raportați eroare |
| 83231.02                                  | Topor de piatră la Cireșeni (Categorie: descoperire izolată) (Tip: obiect izolat) | sat Cireșeni, comuna Feliceni             |                                                                         |                                             |                                       |                                                 | Încărcați imagine | Raportați eroare |
| 85261.04.01                               | Tumulii din epoca bronzului de la Crăciunel - Dealul Pietros / ansamblu anonim (Categorie: mormânt tumular) (Tip: Tumuli)                                                                                       | sat Crăciunel, comuna Ocland              | Dealul Pietros                                                          |                                             |                                       | 46°10′41″N 25°25′11″E / 46.17796°N 25.41985°E   | Încărcați imagine | Raportați eroare |
| 85261.03.01                               | Biserica reformată de la Crăciunel / ansamblu anonim (Categorie: construcție de cult) (Tip: Biserică) | sat Crăciunel, comuna Ocland              |                                                                         | sec. XIV                                    |                                       | 46°10′54″N 25°25′47″E / 46.18173°N 25.42978°E   | Încărcați imagine | Raportați eroare |
| 85261.02.01                               | Movila preistorică de la Crăciunel - Fânețe / ansamblu anonim (Categorie: locuire) (Tip: movila) | sat Crăciunel, comuna Ocland              | Fânețe                                                                  |                                             |                                       |                                                 | Încărcați imagine | Raportați eroare |
| 85305.01.01                               | Situl arheologic de la Cașinu Nou - Damofarka / ansamblu anonim (Categorie: locuire) (Tip: așezare deschisă) | sat Cașinu Nou, comuna Plăieșii de Jos    | Damofarka                                                               |                                             |                                       |                                                 | Încărcați imagine | Raportați eroare |
| 85305.01.02                               | Situl arheologic de la Cașinu Nou - Damofarka / ansamblu anonim (Categorie: locuire) (Tip: așezare deschisă) | sat Cașinu Nou, comuna Plăieșii de Jos    | Damofarka                                                               |                                             |                                       |                                                 | Încărcați imagine | Raportați eroare |
| 85305.02.01                               | Situl arheologic de la Cașinu Nou - Cetatea Szetye / ansamblu anonim (Categorie: locuire) (Tip: așezare deschisă)                                                                                               | sat Cașinu Nou, comuna Plăieșii de Jos    |                                                                         |                                             |                                       |                                                 | Încărcați imagine | Raportați eroare |
| 85305.02.02                               | Situl arheologic de la Cașinu Nou - Cetatea Szetye / ansamblu anonim (Categorie: locuire) (Tip: așezare deschisă)                                                                                               | sat Cașinu Nou, comuna Plăieșii de Jos    |                                                                         |                                             |                                       |                                                 | Încărcați imagine | Raportați eroare |
| 85305.03.01                               | Așezarea Wietenberg de la Cașinu Nou - Pământul alb / ansamblu anonim (Categorie: locuire) (Tip: așezare deschisă)                                                                                              | sat Cașinu Nou, comuna Plăieșii de Jos    | Pământul alb                                                            | Wietenberg                                  |                                       |                                                 | Încărcați imagine | Raportați eroare |
| 85305.04.01                               | Situl arheologic de la Cașinu Nou - Gura pârâului Szetye / ansamblu anonim (Categorie: locuire) (Tip: așezare deschisă)                                                                                         | sat Cașinu Nou, comuna Plăieșii de Jos    |                                                                         |                                             |                                       |                                                 | Încărcați imagine | Raportați eroare |
| 85305.04.02                               | Situl arheologic de la Cașinu Nou - Gura pârâului Szetye / ansamblu anonim (Categorie: locuire) (Tip: așezare deschisă)                                                                                         | sat Cașinu Nou, comuna Plăieșii de Jos    |                                                                         | dacică sec. I î. Hr - sec. I d. Hr.         |                                       |                                                 | Încărcați imagine | Raportați eroare |
| 85305.05.01                               | Situl arheologic de la Cașinu Nou - Retpatak tove / ansamblu anonim (Categorie: locuire) (Tip: așezare deschisă)                                                                                                | sat Cașinu Nou, comuna Plăieșii de Jos    |                                                                         |                                             |                                       |                                                 | Încărcați imagine | Raportați eroare |
| 85305.06.01                               | Așezarea hallstattiană de la Cașinu Nou - Între două poduri / ansamblu anonim (Categorie: locuire) (Tip: așezare)                                                                                               | sat Cașinu Nou, comuna Plăieșii de Jos    | Între două poduri                                                       |                                             |                                       |                                                 | Încărcați imagine | Raportați eroare |